# FC Arsenal
Der Arsenal Football Club – auch bekannt als FC Arsenal, Arsenal FC, (The) Arsenal, (The) Gunners (deutsche Übersetzung: „Schützen“ oder „Kanoniere“) oder im deutschsprachigen Raum auch Arsenal London genannt – ist ein 1886 gegründeter Fußballverein aus dem Stadtteil Holloway des Nordlondoner Bezirks Islington. Der Verein spielt in der Premier League und zählt mit 13 englischen Meisterschaften und 14 FA-Pokalsiegen zu den erfolgreichsten englischen Fußballvereinen.
1886 wurde der Verein von Arbeitern in Woolwich als Dial Square gegründet. Unter Trainer Herbert Chapman gewann der Verein 1930 erstmals den FA Cup, im Jahr darauf wurde man erstmals englischer Meister. Insgesamt wurden in den 1930er Jahren fünf nationale Meisterschaften und zweimal der FA Cup gewonnen. Das erste Double gewann der Verein unter Bertie Mee. In den 1980ern und zu Beginn der 1990er Jahre führte George Graham den Verein zu zwei Meisterschaften, einem Double aus den zwei heimischen Pokalen FA Cup und Ligapokal und einem Titelgewinn im Europapokal der Pokalsieger. Unter dem Trainer Arsène Wenger gewann Arsenal zwei weitere Doppelerfolge aus englischer Meisterschaft und FA Cup in einer Spielzeit und verlor dabei während der kompletten Meisterschaftssaison 2003/04 in der Liga kein einziges Spiel. In der Spielzeit 2005/06 zog Arsenal erstmals in seiner Geschichte in das Finale der Champions League ein. Mit 14 Siegen ist Arsenal Rekordsieger des FA Cups, zuletzt wurde der Pokal 2020 gewonnen.
Seine Heimspiele trägt der Verein seit 2006 im aktuell 60.704 Zuschauer fassenden Emirates Stadium aus. Zuvor war seit 1913 das Highbury im gleichnamigen Stadtteil die Heimstätte der Gunners.

## Geschichte

### Frühzeit (1886–1910)
| Saison  | Position (Liga) | Punkte und Torquotient |
| ------- | --------------- | ---------------------- |
| 1893/94 | 9/15 (2)        | 28/0,945               |
| 1894/95 | 8/16 (2)        | 34/1,293               |
| 1895/96 | 7/16 (2)        | 32/1,405               |
| 1896/97 | 10/16 (2)       | 30/0,971               |
| 1897/98 | 5/16 (2)        | 37/1,408               |
| 1898/99 | 7/18 (2)        | 41/1,756               |
| 1899/00 | 8/18 (2)        | 36/1,419               |
| 1900/01 | 7/18 (2)        | 36/1,114               |
| 1901/02 | 4/18 (2)        | 42/1,923               |
| 1902/03 | 3/18 (2)        | 48/2,200               |
| 1903/04 | 2/18 (2)        | 49/4,136               |
| 1904/05 | 10/18 (1)       | 33/0,900               |
| 1905/06 | 12/20 (1)       | 37/0,969               |
| 1906/07 | 7/20 (1)        | 44/1,119               |
| 1907/08 | 14/20 (1)       | 36/0,810               |
| 1908/09 | 6/20 (1)        | 38/1,061               |
| 1909/10 | 18/20 (1)       | 31/0,552               |

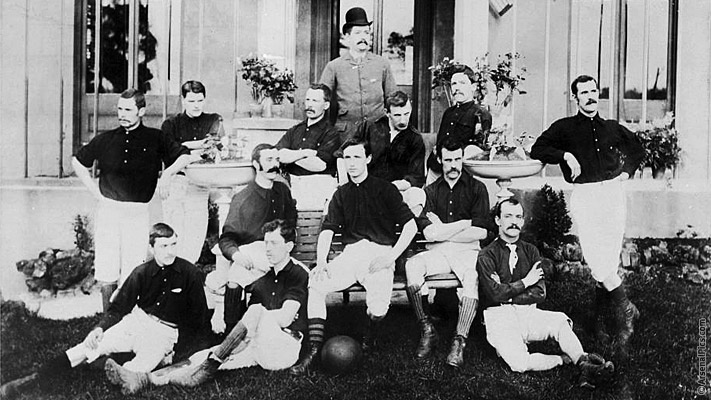
Mannschaftsfoto von Royal Arsenal in der Saison 1888/89

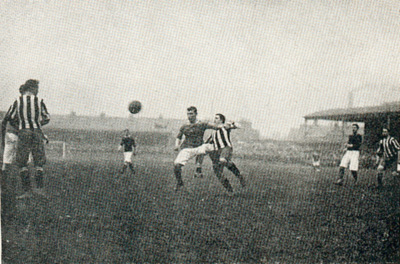
Woolwich Arsenal (hier in dunklen Hemden) im FA-Cup-Halbfinale – dem ersten in der Vereinsgeschichte – gegen Newcastle United (in gestreiften Hemden). Die Partie im Victoria Ground in Stoke-on-Trent gewann Newcastle am 31. März 1906 mit 2:0 Toren.

Arsenal wurde 1886 als Dial Square von einer Gruppe von Arbeitern gegründet, die in der gleichnamigen Werkstatt beim Rüstungsfabrikanten „Royal Arsenal“ in Woolwich im Südosten Londons beschäftigt waren. Angeführt wurde die Mannschaft von dem Schotten David Danskin, der auch für den Verein den ersten Ball erstand. Mit Fred Beardsley stieß zudem ein früherer Torhüter von Nottingham Forest zu der Mannschaft und besorgte später seiner neuen Mannschaft von seinem alten Verein einen Satz roter Trikots, wobei diese Farbe noch bis heute in der Spielkleidung Verwendung findet.
Dial Square absolvierte seine erste Partie am 11. Dezember 1886 gegen die Eastern Wanderers auf einem offenen Spielfeld auf der Halbinsel Isle of Dogs und gewann diese mit 6:0. Der Verein wurde kurze Zeit später in Royal Arsenal umbenannt, wobei dies gemäß den historischen Aufzeichnungen am 1. Weihnachtstag stattfand. Royal Arsenal spielte zunächst auf einem allgemein zugänglichen Platz in Plumstead und zog 1888 zum nahe gelegenen Manor Ground. Bereits 1890 zog der Verein weiter zu dem benachbarten Invicta Ground, bevor er drei weitere Jahre später zum Manor Ground zurückkehrte.
Royal Arsenal konnte in dieser Zeit bereits seine ersten Titel gewinnen, wie beispielsweise den „Kent Senior Cup“ im Jahr 1890 und den „London Senior Cup“ nur ein weiteres Jahr danach. Erstmals am FA Cup nahm Royal Arsenal 1889 teil, wo jedoch der große Leistungsunterschied zwischen dem Klub und den professionellen Mannschaften aus Nordengland deutlich wurde. Als weitere Gefahr kam zunehmend das aggressive Abwerben der eigenen Amateurspieler durch Profivereine hinzu, was schließlich dazu führte, dass Royal Arsenal selbst ein Profiverein wurde. Zur gleichen Zeit änderte der Verein seinen Namen in Woolwich Arsenal um.
Woolwich Arsenals Aufstieg zum Profiklub wurde von vielen Amateurklubs im Süden Englands missbilligt, was sich darin äußerte, dass der Verein von lokalen Wettbewerben ausgeschlossen wurde. Als man lediglich Freundschaftsspiele und Partien im FA Cup absolvieren konnte, versuchte der Klub ein südliches Pendant zur Football League ins Leben zu rufen. Dieses Vorhaben gelang nicht und führte dazu, dass der Verein einer ungewissen Zukunft entgegen sah. Die Football League rettete Woolwich Arsenal: Als erster südenglischer Verein überhaupt durfte er 1893 zunächst in der zweitklassigen Second Division am Profiligabetrieb teilnehmen.
In der Second Division absolvierte Woolwich Arsenal elf Spielzeiten und belegte dabei vor der Verpflichtung von Harry Bradshaw im Jahr 1899 zumeist einen Mittelfeldplatz. Durch einige spektakuläre Neuverpflichtungen – darunter der erste englische Nationalspieler Arsenals, Torhüter Jimmy Ashcroft, und Mannschaftskapitän Jimmy Jackson – konnte 1904 der Aufstieg in die First Division realisiert werden. Bevor der Verein jedoch auch nur eine Partie in der obersten Spielklasse absolviert hatte, war Bradshaw zum FC Fulham gewechselt. Trotz einiger Achtungserfolge im FA Cup, als man 1906 und 1907 jeweils das Halbfinale erreichen konnte, entwickelte sich der Klub fortan negativ.
Als Hauptgrund für den Niedergang galten die anhaltenden finanziellen Probleme, die den Verein trotz der Hochkonjunktur im englischen Fußball des frühen 20. Jahrhunderts begleiteten. Die Probleme waren auch auf die geographische Lage des Klubs zurückzuführen, die sich aufgrund der unterbevölkerten Region in Plumstead in geringen Zuschauerzahlen und -einnahmen auswirkten. Um liquide zu bleiben, musste Woolwich Arsenal seine besten Spieler wie beispielsweise Ashcroft, Tim Coleman und Bert Freeman verkaufen und platzierte sich dadurch immer weiter unten in der Tabelle, was wiederum die finanzielle Situation weiter verschlimmerte. Dies führte zu einer Situation, in der der Verein kurz vor einem Bankrott stand, der erst durch den Aufkauf des Geschäftsmannes Sir Henry Norris im Jahr 1910 abgewendet werden konnte.

### Umzug nach Highbury (1910–1925)
| Saison    | Position (Liga)         | Punkte und Torquotient  |
| --------- | ----------------------- | ----------------------- |
| 1910/11   | 10/20 (1)               | 38/0,837                |
| 1911/12   | 10/20 (1)               | 38/0,932                |
| 1912/13   | 20/20 (1)               | 18/0,351                |
| 1913/14   | 3/20 (2)                | 49/1,421                |
| 1914/15   | 5/20 (2)                | 43/1,683                |
| 1915–1919 | Pause: Erster Weltkrieg | Pause: Erster Weltkrieg |
| 1919/20   | 10/22 (1)               | 42/0,966                |
| 1920/21   | 9/22 (1)                | 44/0,937                |
| 1921/22   | 17/22 (1)               | 37/0,839                |
| 1922/23   | 11/22 (1)               | 42/0,984                |
| 1923/24   | 19/22 (1)               | 33/0,635                |
| 1924/25   | 20/22 (1)               | 33/0,793                |

Norris war sich über die Probleme und den Zusammenhang mit dem Standort von Woolwich Arsenal bewusst und agierte verzweifelt, um die Einnahmeseite des Vereins zu steigern. Zunächst beabsichtigte er eine Fusion mit dem FC Fulham, zumal er bei beiden Klubs in der Vereinsführung engagiert war. Nachdem dieses Vorhaben von der Football League verhindert worden war, gab Norris diesen Plan auf und suchte nach Möglichkeiten eines Umzugs. Im Jahr 1913, als der Verein als Tabellenletzter in die Second Division abstieg, zog Woolwich Arsenal vom Südosten Londons in das Highbury in den Norden der Stadt. Trotz großer Einwände von sowohl den in Woolwich ansässigen Vereinsanhängern als auch von Einwohnern des Stadtteils Highbury setzte Norris den Umzug hartnäckig durch, wobei dieser von einer Spende des Arsenal-Inhabers über vermutlich 125.000 Pfund für den Bau des neuen Stadions begleitet wurde. Als zusätzlicher Nebeneffekt führte der Umzug dazu, dass der ebenfalls im Südosten Londons beheimatete Verein Charlton Athletic zu einem Profiklub wurde.
Nachdem der Verein 1914 den Zusatz „Woolwich“ abgelegt hatte, trat er fortan als „The Arsenal“ auf und nahm 1919 wieder an der First Division teil, obwohl er in der letzten Spielzeit vor dem Ersten Weltkrieg 1914/15 in der zweiten Liga nur den fünften Platz belegt hatte. Der Grund dafür war die Erweiterung der First Division von 20 auf 22 Teilnehmer, die dazu führte, dass bei der Hauptversammlung der Football League zwei weitere Klubs für die First Division auserwählt wurden. Einer der zusätzlich vergebenen Plätze wurde an den FC Chelsea vergeben, der zuvor als Neunzehnter der First Division eigentlich hätte absteigen müssen. Als weiterer Kandidat für den zweiten Platz standen dann zunächst mit Tottenham Hotspur der ursprünglich Tabellenletzte und mit dem FC Barnsley und den Wolverhampton Wanderers die dritt- und viertplatzierten Vereine aus der Second Division zur Disposition.
Die Football League stellte jedoch historische Gründe über den sportlichen Erfolg und entschied sich deshalb für den nur fünftplatzierten Verein The Arsenal. Norris hatte argumentiert, dass Arsenal aufgrund der langjährigen Verdienste für den Ligafußball sowie als erster Ligaverein aus dem Süden den Aufstieg verdiente. Das zuständige Komitee der Football League schloss sich dieser Meinung an und votierte mit 18 Stimmen gegen nur acht Contra-Stimmen für die Bevorzugung von Arsenal gegenüber Tottenham, was in der weiteren Geschichte mitverantwortlich für die lang anhaltende Rivalität zwischen den beiden Klubs sein sollte. Dabei wurde Arsenal vorgeworfen, hinter den Kulissen gemauschelt und in der Person von Sir Henry Norris Bestechungen getätigt zu haben. Ebenfalls wurde bei dem Prozess kritisch beäugt, dass Norris eine persönliche Freundschaft zu John McKenna pflegte, der gleichzeitig Vorsitzender des FC Liverpool und der Football League war. Obwohl keine zuverlässigen Beweise ans Licht gekommen sind, führten doch weitere Aspekte diverser Finanztransaktionen von Norris, die nicht im direkten Zusammenhang mit der Streitfrage um den Aufstieg standen, zu zahlreichen Spekulationen in der Angelegenheit. Seit der Wiederaufnahme in der obersten Spielklasse blieb Arsenal fortan ohne Unterbrechung in dieser Liga und ist damit Rekordhalter bezogen auf die Zugehörigkeitsdauer zu der englischen Eliteliga.
Obwohl der Umzug nach Highbury einen größeren Zuschauerzuspruch zur Folge hatte und die finanziellen Perspektiven deutlich verbesserte, war Arsenals Rückkehr in die First Division nicht sofort von Erfolg gekrönt. Unter Leslie Knighton schloss Arsenal nie besser als auf dem neunten Platz ab und war in der Saison 1923/24 einem erneuten Abstieg bedrohlich nahe. Auch in der anschließenden Saison war trotz eines recht komfortablen Sieben-Punkte-Abstands zur Abstiegszone der 20. Tabellenplatz eine erneute Enttäuschung und Norris entließ Knighton im Mai 1925, um an seiner Stelle mit Herbert Chapman den vormaligen Trainer von Huddersfield Town zu verpflichten.

### Die Ära Chapman (1925–1934)
| Saison  | Position (Liga) | Punkte und Torquotient |
| ------- | --------------- | ---------------------- |
| 1925/26 | 2/22 (1)        | 52/1,381               |
| 1926/27 | 11/22 (1)       | 43/0,895               |
| 1927/28 | 10/22 (1)       | 41/0,953               |
| 1928/29 | 9/22 (1)        | 45/1,069               |
| 1929/30 | 14/22 (1)       | 39/1,182               |
| 1930/31 | 1/22 (1)        | 66/2,153               |
| 1931/32 | 2/22 (1)        | 54/1,875               |
| 1932/33 | 1/22 (1)        | 58/1,934               |
| 1933/34 | 1/22 (1)        | 59/1,596               |

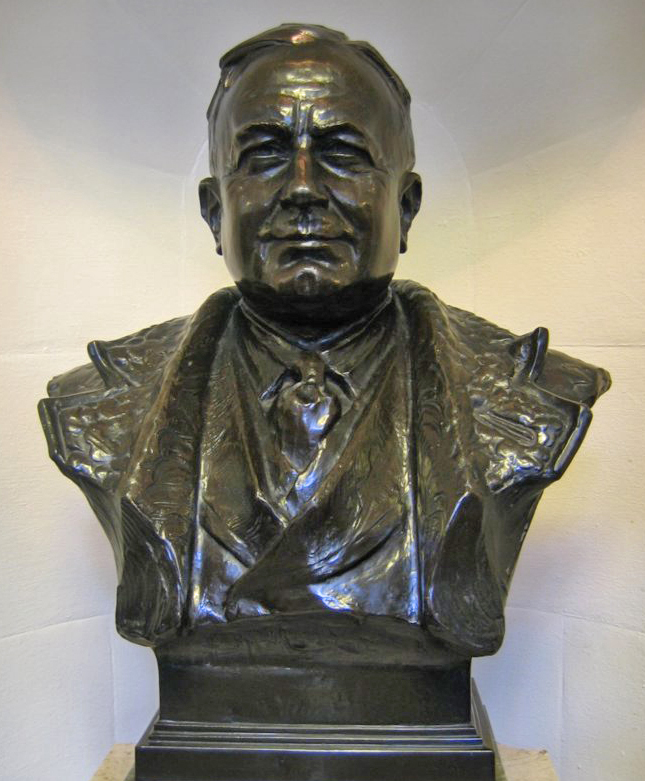
Herbert Chapmans Erfolge wurden durch diese bronzene Büste gewürdigt, die sich im Innenraum des Emirates Stadiums befindet.

Chapman führte bei Arsenal zahlreiche Reformen durch und modernisierte dabei vor allem das Training und den Bereich Physiotherapie. Des Weiteren war es auf ihn zurückzuführen, dass auf den Trikots erstmals Nummern hinzugefügt wurden und sich die Farben dahingehend änderten, dass sich zu den vormals rein roten Hemden die Ärmel nun weiß absetzten. Ebenfalls in Chapmans Amtszeit legte der Verein den „The“-Artikel ab und der Pionier stand mutmaßlich hinter der Umbenennung der London-Underground-Haltestelle „Gillespie Road“ in „Arsenal“. Chapman konnte nun über ein deutlich höheres Transferbudget für neue Spieler verfügen, das sich aus den gesteigerten Einnahmen nach dem Umzug und einer neuen Philosophie von Henry Norris begründete. Norris, vormals ein eher vorsichtiger Vereinsvorsitzender, wies nun an, verstärkt Investitionen zu tätigen.
Chapmans erste Spielerverpflichtung war der altgediente Charlie Buchan vom FC Sunderland, der sowohl auf als auch außerhalb des Spielfeldes eine wichtige Rolle spielte. Nach einer 0:7-Niederlage gegen Newcastle United im Oktober 1925 regte Buchan in Reaktion auf die veränderte Abseitsregel einen Wechsel in der taktischen Ausrichtung der Mannschaft an und empfahl dabei eine Umstellung auf das sogenannte „WM-System“, was unter anderem eine Verstärkung der Defensive nach dem Rückzug des Mittelläufers in die Abwehrformation und einen Schutz vor gegnerischen Angriffen über die Flanken durch die Außenverteidiger bedeutete. Im weiteren Verlauf entwickelte Chapman die Formation weiter und legte Schwerpunkte auf eine temporeiche Angriffsreihe mit Flügelspielern, die nach innen zogen, sowie einen kreativen Mittelfeldspieler, der sich für die Ballverteilung verantwortlich zeigen sollte. Chapmans Fähigkeit, diese Positionen mit adäquaten Spielern zu besetzen, sorgte dafür, dass sich langsam eine Mannschaft entwickelte, die begann, den Fußball in England zu dominieren.
In Chapmans erster Saison gewann Arsenal die Vizemeisterschaft, was zu diesem Zeitpunkt das beste Ergebnis in der Vereinsgeschichte darstellte. Dieser Aufwärtstrend konnte jedoch zunächst nicht fortgesetzt werden und Arsenal bewegte sich stets im Mittelfeld der Liga. Chapman baute die Mannschaft dabei fundamental um und verpflichtete neue Akteure, darunter den Flügelspieler Joe Hulme, den Stürmer Jack Lambert sowie die Verteidiger Tom Parker und Herbie Roberts, die er umgehend in seine neue Mannschaft einbaute. Im Jahr 1927 erreichte Arsenal erstmals das Endspiel im FA Cup und verlor unglücklich mit 0:1 gegen Cardiff City, nachdem Arsenals Torhüter Dan Lewis einen harmlos wirkenden Schuss durch seine Arme gleiten ließ. Cardiff gewann damit als bis heute einziger nicht-englischer Verein in der Geschichte diesen Pokal.
Chapman ließ sich davon nicht beirren und stockte die Mannschaft weiter auf mit dem zukünftigen Mannschaftskapitän Eddie Hapgood sowie mit den drei weiteren leistungsstarken Offensivspielern David Jack, Alex James und Cliff Bastin. Vor allem Alex James wurde als Spielmacher im Mittelfeld für seine Unterstützung der Flügelspieler und der Sturmreihe als Motor der Mannschaft gefeiert. Drei Jahre später gelangte Arsenal erneut ins FA Cupfinale, das für das Erscheinen des tief fliegenden deutschen Luftschiffes Graf Zeppelin bekannt wurde. Arsenal siegte gegen Chapmans alten Klub Huddersfield Town nach Toren von James und Lambert mit 2:0 und errang somit den ersten großen Titel in seiner Geschichte.
Dieser Sieg begründete den Anfang eines äußerst erfolgreichen Jahrzehnts, in dem Arsenal der dominierende Verein in England wurde. Unter Chapman gewann der Verein in der Saison 1930/31 erstmals die englische Meisterschaft und schoss dabei im Saisonverlauf 127 Tore. Im folgenden Jahr verlor Arsenal das FA-Cup-Endspiel umstritten gegen Newcastle United. Arsenal war bereits nach einem Treffer von Bob John mit 1:0 in Führung gegangen, bis ein Ball weit in die Spielhälfte von Arsenal geschossen wurde und die Torauslinie bereits überschritten hatte, was einen Abstoß zur Folge hätte haben müssen. Dennoch flankte Newcastles Flügelspieler Jimmy Richardson den Ball zurück auf das Spielfeld und Jack Allen konnte den Ball zum Ausgleich verwerten. Ein weiteres Tor von Allen sorgte für den letztendlichen 2:1-Sieg der „Magpies“. Einen weiteren Rückschlag musste Arsenal in der Meisterschaft hinnehmen, als der Verein zwar nach einem sehr schwachen Start in die Saison 1931/32 beständig aufholen konnte, am Ende aber mit zwei Punkten Abstand auf den neuen Titelträger FC Everton nur auf dem zweiten Platz landete.
Nur ein Jahr später gewann Arsenal in der Saison 1932/33 seine zweite Meisterschaftstrophäe. Auch diese Spielzeit war von einem schwachen Beginn Arsenals gekennzeichnet, sowie einer stetigen Aufholjagd, die im April 1933 mit dem 5:0-Heimsieg gegen den zweitplatzierten Verein Aston Villa und den damit sichergestellten Titel gekrönt wurde. Mittlerweile war die erste Generation von Chapmans Spielerverpflichtungen in die Jahre gekommen und der Erfolgstrainer begann, mit den Transfers von George Male für Tom Parker und Ray Bowden für David Jack in die Zukunft zu investieren. In diese Zeit fiel auch eine der größten Sensationen in der Geschichte des FA Cups, als Arsenal gegen den Drittligisten FC Walsall unterlag. Trotz des Ausfalls von fünf Spielern, die aufgrund einer Influenza hatten pausieren müssen, besaß die Mannschaft über genügend Spielerqualität, verlor aber dennoch mit 0:2. Tom Black, der den Elfmeter verschuldet hatte, der zum 0:2 führte, wurde von einem aufgebrachten Chapman binnen einer Woche an Plymouth Argyle verkauft.

### Der „Meisterschafts-Hattrick“ (1934–1939)
| Saison  | Position (Liga) | Punkte und Torquotient |
| ------- | --------------- | ---------------------- |
| 1934/35 | 1/22 (1)        | 58/2,500               |
| 1935/36 | 6/22 (1)        | 45/1,625               |
| 1936/37 | 3/22 (1)        | 52/1,633               |
| 1937/38 | 1/22 (1)        | 52/1,750               |
| 1938/39 | 5/22 (1)        | 47/1,341               |

Nach einem soliden Start in die Saison 1933/34 ereilte den Verein im Januar 1934 ein Schicksalsschlag, als Herbert Chapman plötzlich an einer Lungenentzündung verstarb. Der Interimstrainer Joe Shaw übernahm die Mannschaftsleitung und verteidigte mit dem Verein den Meistertitel, obwohl Hulme und James aufgrund von Verletzungen den Großteil der Spielzeit aussetzen mussten und Arsenal somit aufgrund des geschwächten Angriffs mit 75 Treffen zu verhältnismäßig wenig Toren kam. In der Vorsaison hatte Arsenal noch 118 Tore erzielt.
Zum neuen hauptamtlichen Cheftrainer wurde George Allison – ehemals in der Vereinsführung tätig – ernannt, der der Mannschaft mit den weiteren Neuverpflichtungen frisches Blut hinzufügte, darunter die Mittelfeldspieler Jack Crayston und Wilf Copping sowie der Torjäger Ted Drake. Mit diesen neuen Spielern konnte Arsenal in der Offensive wieder zu alter Stärke zurückfinden, wobei Drake 42 Tore in der Saison 1934/35 erzielte. Mit hohen Siegen wie zum Beispiel dem 7:0 gegen die Wolverhampton Wanderers, dem 8:1 gegen den FC Liverpool sowie den beiden 8:0-Siegen gegen Leicester City und den FC Middlesbrough erreichte Arsenal den dritten Meistertitel in Serie. Die außergewöhnliche Leistungsstärke zeigte sich auch darin, dass im November 1934 sieben Arsenal-Akteure in der englischen Nationalmannschaft beim Spiel gegen den amtierenden Weltmeister aus Italien standen. England gewann dieses Spiel mit 3:2, das als „Battle of Highbury“ in die Fußballgeschichte einging. Sieben Spieler bedeuten bis heute einen Rekord für die meisten Spieler aus einem Verein in der Startelf einer englischen Nationalmannschaft.
Arsenals anhaltender Erfolg zog immer größere Zuschauermengen an, so dass die Heimspielstätte des Klubs kontinuierlich umgebaut wurde. Die ursprünglich von Archibald Leitch erbauten Tribünen wurden abgerissen und durch neue im modernen Art-déco-Stil ersetzt, die bis zum heutigen Tage existieren.
Auch die Nord- und „Clock-End“-Tribüne wurden überdacht. In dem neuen Stadion erreichte der Verein am 9. März 1935 mit 73.295 Zuschauern in der Partie gegen den FC Sunderland seine heute noch gültige Rekordbesucherzahl.
Die Zeit der großen Dominanz von Arsenal kam mit dem Pokalsieg im Jahr 1936 zu seinem Abschluss, als Sheffield United durch ein Tor von Drake mit 1:0 geschlagen wurde. Fortan entwickelten sich die sportlichen Leistungen rückwärtig, nachdem Alex James zurückgetreten war und Spieler wie Bastin ihren Zenit bereits überschritten hatten. Dennoch gewann Arsenal in der Saison 1937/38 noch den fünften Meistertitel in der Vereinsgeschichte.

### Der Zweite Weltkrieg (1939–1945)
Mit dem Ausbruch des Zweiten Weltkrieges im Jahr 1939 wurde der Spielbetrieb in den britischen Profiligen eingestellt. Das Highbury diente fortan als sogenannte ARP-Station zum Schutz der Zivilisten vor Luftangriffen, die hinter der Clock End-Tribüne einen Sperrballon betrieb. Bei einem der deutschen Luftangriffe auf London traf eine rund 1,5 Tonnen schwere Bombe die Nordtribüne, zerstörte das Dach und verursachte an dieser Stelle einen Brand. Arsenal absolvierte während des Krieges seine Heimspiele in der White Hart Lane, wo normalerweise Tottenham Hotspur beheimatet ist. Die Spiele während des Krieges hatten keinen offiziellen Charakter, fanden zumeist nur im Rahmen von regionalen Wettbewerben statt und Vereine beendeten in der Regel die einmal begonnenen Spielzeiten nicht. Viele Fußballer dienten in der Armee als Trainer oder Ausbilder, standen somit ihren Vereinen langfristig nicht zur Verfügung und traten nur sporadisch als „Gastspieler“ anderer Vereine in Erscheinung. Arsenal gewann 1943 den sogenannten „Football League War Cup South“ und zudem regionale Meisterschaften in London und in Südengland in den Jahren 1941, 1943 und 1944.
Im November 1945 absolvierte Arsenal eines der außergewöhnlichsten und kontroversesten Spiele in der Vereinsgeschichte, als sich Dynamo Moskau auf einer Tournee im Land befand. Da noch viele Stammspieler in der Armee dienten und diese somit eine große Lücke in der Mannschaft hinterlassen hatten, ergänzte Arsenal seine Mannschaft um sechs Gastspieler, darunter Stanley Matthews und Stan Mortensen. Dies führte dazu, dass Dynamo den Gegner als eine englische Nationalmannschaft einstufte, obwohl sich in der Startelf von Arsenal auch drei Waliser befanden. Das Spiel selbst fand im dichten Nebel statt und die technisch geschicktere Dynamo-Mannschaft gewann die Partie mit 4:3, nachdem Arsenal zur Halbzeit bereits mit 3:1 geführt hatte. Obwohl über den Endstand weitestgehend Klarheit besteht, weichen weitere Detailinformationen über den konkreten Spielverlauf voneinander ab. Nach englischen Berichten setzte Dynamo zwischenzeitlich zwölf Spieler ein und versuchte zudem beim Schiedsrichter einen Spielabbruch zu erwirken, als sich der Verein im Rückstand befand. Im Gegenzug beschuldigten die Sowjets Arsenal, unfair gespielt zu haben. Der Vorwurf, George Allison habe auf den Spielausgang Geld gesetzt, wurde später fallen gelassen. Dadurch, dass der Nebel den Großteil der Aktionen auf dem Spielfeld verbarg – selbst die Identitäten der Torschützen sind umstritten – sowie aufgrund der vorhandenen Sprachbarrieren und der gegenseitigen Verdächtigungen – das Spiel fand während des gerade aufkommenden Kalten Krieges statt –, werden die genauen Geschehnisse vermutlich auch weiter im Verborgenen bleiben.

### Die Nachkriegszeit (1945–1966)
| Saison  | Position (Liga) | Punkte und Torquotient |
| ------- | --------------- | ---------------------- |
| 1946/47 | 13/22 (1)       | 41/1,029               |
| 1947/48 | 1/22 (1)        | 59/2,531               |
| 1948/49 | 5/22 (1)        | 49/1,682               |
| 1949/50 | 6/22 (1)        | 49/1,436               |
| 1950/51 | 5/22 (1)        | 47/1,304               |
| 1951/52 | 3/22 (1)        | 53/1,311               |
| 1952/53 | 1/22 (1)        | 54/1,516               |
| 1953/54 | 12/22 (1)       | 43/1,027               |
| 1954/55 | 9/22 (1)        | 43/1,095               |
| 1955/56 | 5/22 (1)        | 46/0,984               |
| 1956/57 | 5/22 (1)        | 50/1,232               |
| 1957/58 | 12/22 (1)       | 39/0,859               |
| 1958/59 | 3/22 (1)        | 50/1,294               |
| 1959/60 | 13/22 (1)       | 39/0,850               |
| 1960/61 | 11/22 (1)       | 41/0,906               |
| 1961/62 | 10/22 (1)       | 43/0,986               |
| 1962/63 | 7/22 (1)        | 46/1,117               |
| 1963/64 | 8/22 (1)        | 45/1,098               |
| 1964/65 | 13/22 (1)       | 41/0,920               |
| 1965/66 | 14/22 (1)       | 37/0,827               |

Der Krieg beendete die Karrieren vieler wichtiger Spieler des FC Arsenal, darunter die von Bastin und Drake. Zudem trug der Verein aufgrund der Stadionbaukosten und der Reparaturen der Kriegsschäden eine große finanzielle Bürde, mit der Arsenal in der Folgezeit nach Wiederaufnahme des Spielbetriebs zu kämpfen hatte. In der dritten Runde des FA Cups verlor Arsenal in der Saison 1945/46 nach zwei Spielen mit insgesamt 1:6 Toren gegen West Ham United. Als die Meisterschaft wieder aufgenommen wurde, belegte Arsenal einen enttäuschenden 13. Abschlusstabellenplatz. George Allison erklärte zum Ende dieser Saison seinen Rücktritt und wurde von seinem Assistenten Tom Whittaker ersetzt, der auch schon unter Herbert Chapman gearbeitet hatte.
Der Wechsel zu Whittaker brachte dem Verein unmittelbaren Erfolg mit dem Gewinn der englischen Meisterschaft in der Saison 1947/48. Die Mannschaft wurde von dem Kapitän Joe Mercer angeführt und mit der Treffsicherheit der beiden Angriffsspieler Reg Lewis und Ronnie Rooke übernahm Arsenal im Oktober 1947 die Tabellenführung, die man bis zum Saisonende nicht mehr abgab. Mit langfristige Erfolg war zu diesem Zeitpunkt nicht zu rechnen, da die Arsenal-Mannschaft schon etwas überaltert war und mit Rooke und Mercer entscheidende Spieler besaß, die bereits über 30 Jahre alt waren. Die Reaktion darauf war, dass Whittaker mit Doug Lishman, Alex Forbes und Cliff Holton neue junge Spieler in die Mannschaft einbaute. Obwohl damit noch nicht genügend Qualität erreicht wurde, um erneut in einen Meisterschaftskampf einzugreifen, sorgte diese Kaderauffrischung dafür, dass im Jahr 1950 erneut der FA Cup gewonnen wurde. Reg Lewis erzielte die beiden Treffer zum 2:0-Finalsieg gegen den FC Liverpool.
In der Saison 1951/52 spielte Arsenal lange Zeit um das Double, beendete die Spielzeit jedoch letztlich enttäuschend, nachdem eine Verletzungsserie in der Spätphase der Saison die Ziele in weite Ferne rücken ließ. Arsenal verlor die letzten beiden Meisterschaftsspiele, darunter die Auswärtspartie beim späteren Meister Manchester United am letzten Spieltag, und schloss die Saison punktgleich mit Tottenham auf dem dritten Platz ab. Eine Woche später trat Arsenal mit vielen zuvor verletzten Spielern im FA Cupfinale gegen Newcastle an. Als sich Walley Barnes in der 35. Spielminute das Knie verdrehte und vom Platz genommen werden musste, spielte Arsenal fortan mit zehn Mann weiter, da Auswechselungen damals noch nicht erlaubt waren. Newcastle konnte diesen Vorteil ausnutzen und gewann die Partie mit 1:0.
Ungeachtet dieser Rückschläge gewann Arsenal in der Saison 1952/53 seine siebte Meisterschaft, nachdem in einem der spannendsten Entscheidungen Preston North End punktgleich und nur aufgrund des besseren Torquotienten, der damals anstatt der heute üblichen Tordifferenz verwendet wurde, auf den zweiten Platz verwiesen wurde. Diese Meisterschaftstrophäe sollte der letzte Titelgewinn Arsenals für die nächsten 17 Jahre bleiben und die sportliche Entwicklungskurve zeigte fortan nach unten, als es nicht mehr gelang, neue spielstarke Akteure anzuheuern. Tom Whittaker verstarb unerwartet im Jahr 1956 und abgesehen von einem dritten Platz in der Saison 1958/59 belegte Arsenal nur noch Plätze im Mittelfeld der Liga. Auch im FA Cup feierte Arsenal in dieser Zeit nach dem Finaleinzug von 1952 keine Erfolge mehr und kam bis 1971 nicht mehr über das Viertelfinale hinaus.
Die beiden ehemaligen Spieler des Vereins Jack Crayston und George Swindin folgten Whittaker in dessen Amt nach, konnten jedoch nicht an seinen Erfolg anknüpfen. Im Jahr 1962 vollzog Arsenal mit der Verpflichtung der englischen Fußballlegende Billy Wright einen mutigen Schritt, da Wright noch nicht über Trainererfahrungen verfügte. Wie auch seine unmittelbaren Vorgänger führte Wright Arsenal nicht zu ähnlichen Erfolgen der Vergangenheit, obwohl unter seiner Ägide Arsenals Premiere in einem europäischen Vereinswettbewerb stattfand. Als Siebtplatzierter hatte sich Arsenal in der Saison 1962/63 für den Messepokal qualifiziert. In seiner letzten Trainerspielzeit wies Arsenal mit dem 14. Tabellenplatz die schlechteste Platzierung seit 36 Jahren auf und verzeichnete mit 4.554 den geringsten Zuschauerzuspruch in der Geschichte des Highbury. Der einzige Spitzenspieler bei Arsenal war damals George Eastham, der im Kader für die Fußball-Weltmeisterschaft 1966 im eigenen Land stand, aber dort in keinem Spiel zum Einsatz kam.

### Das erste Double (1966–1976)
In einer überraschenden Entscheidung beförderte der Verein den Physiotherapeuten Bertie Mee in der Nachfolgerrolle Wrights. Dies sollte sich rasch auszahlen, wobei ihm dabei eine junge Spielergeneration half, die für den Verein im Jahr 1966 den FA Youth Cup gewonnen hatte. Dort hatten sich vor allem talentierte Angriffsspieler wie Charlie George, John Radford und Ray Kennedy für die erste Mannschaft empfohlen. Mee ergänzte diese Stärken in der Offensive durch einige erfahrene Kräfte, darunter der Mannschaftskapitän Frank McLintock, der in der zentralen Abwehrformation für Sicherheit sorgen sollte, sowie mit Peter Storey ein defensiver Mittelfeldspieler, der große Stärken im Tackling besaß. Mit diesem neu formierten Team erzielte Mee durch die Finaleinzüge der Jahre 1968 und 1969 im Ligapokal erste Achtungserfolge. In beiden Endspielen verlor Arsenal zunächst mit 0:1 gegen Leeds United, der damals von Don Revie trainiert wurde, und dann sensationell mit 1:3 gegen den Drittligisten Swindon Town.
| Saison  | Position (Liga) | Punkte und Torquotient |
| ------- | --------------- | ---------------------- |
| 1966/67 | 7/22 (1)        | 46/1,234               |
| 1967/68 | 9/22 (1)        | 44/1,071               |
| 1968/69 | 4/22 (1)        | 56/2,074               |
| 1969/70 | 12/22 (1)       | 42/1,041               |
| 1970/71 | 1/22 (1)        | 65/2,448               |
| 1971/72 | 5/22 (1)        | 52/1,450               |
| 1972/73 | 2/22 (1)        | 57/1,326               |
| 1973/74 | 10/22 (1)       | 42/0,961               |
| 1974/75 | 16/22 (1)       | 37/0,959               |
| 1975/76 | 17/22 (1)       | 36/0,887               |

Trotz dieser Pleite gegen Swindon Town endete die Saison mit einem Teilerfolg, als sich Arsenal aufgrund des vierten Platzes in der Meisterschaft erneut für den Messepokal qualifizierte. Arsenal entschied diesen Wettbewerb 1970 auch für sich, wodurch die erste europäische Trophäe und der erste Titel nach siebzehn Jahren eingefahren wurde. Dabei schlug der Verein im Halbfinale Ajax Amsterdam und nach einem zwischenzeitlichen 0:3 im Finalhinspiel beim RSC Anderlecht verkürzte Ray Kennedy kurz vor Ende der Partie noch auf 1:3. Durch das 3:0 im Rückspiel nach Toren von John Radford, Eddie Kelly und Jon Sammels wurde die Begegnung in einen Sieg umgedreht.
Der größte Erfolg in dieser Ära war der Gewinn des ersten Doubles aus FA Cup und englischer Meisterschaft in der Saison 1970/71. Obwohl Arsenal mit einer 0:5-Niederlage gegen Stoke City im September schwach in die Spielzeit gestartet war, agierte die Mannschaft fortan auf konstant hohem Niveau und lieferte sich mit Leeds United ein knappes Titelrennen. Um die Meisterschaft zu gewinnen und Leeds hinter sich zu lassen, musste Arsenal am letzten Spieltag in Tottenham gewinnen. Dies gelang mit einem 1:0-Sieg nach einem Tor von Ray Kennedy. Nur fünf Tage später schlug Arsenal im Pokalendspiel den FC Liverpool im Wembley-Stadion mit 2:1. Arsenal hatte in der Verlängerung den 0:1-Rückstand hinnehmen müssen, konnte jedoch durch den eingewechselten Eddie Kelly ausgleichen und durch den entscheidenden Treffer von Charlie George das Spiel für sich entscheiden.
Das Double stellte sich als eine vorgezogene Hochphase in einem Jahrzehnt dar, das sich als Kette von knapp verpassten Gelegenheiten erwies. Trotz der Verpflichtung des Weltmeisters Alan Ball begann Arsenal die Saison 1971/72 auf schwachem Niveau, verlor im August bereits drei Spiele und musste stark darum kämpfen, die Führungsgruppe noch einzuholen. Arsenal schloss die Spielzeit letztlich auf dem fünften Tabellenplatz ab. Das Debüt im Europapokal der Landesmeister begann vielversprechend, bis Arsenal im Viertelfinale an Ajax Amsterdam scheiterte, das sich angeführt von Johan Cruyff im Zenit seiner Leistungsstärke befand. Arsenal erreichte erneut das FA Cupfinale und verlor in einem teilweise unfair und undiszipliniert geführten Spiel gegen Leeds United mit 0:1.
Es folgte eine Vizemeisterschaft in der Saison 1972/73, aber die Mannschaft des Double-Gewinners war binnen eines Jahres auseinandergebrochen und Mee versuchte vergeblich, einen Neuaufbau durchzuführen. Die sportliche Entwicklung verschlechterte sich dramatisch und Arsenal lieferte in den anschließenden beiden Jahren mit dem 16. und 17. Tabellenplatz die schlechtesten Resultate seit mehr als 40 Jahren ab. Auf den gekündigten Mee folgte mit Terry Neill, ein ehemaliger Arsenal-Spieler, der Trainer von Tottenham, obwohl er die Spurs nie in das obere Mittelfeld hatte führen können.

### Wechselhafte Zeiten unter Neill und Howe (1976–1986)
| Saison  | Position (Liga) | Punkte und Tordifferenz |
| ------- | --------------- | ----------------------- |
| 1976/77 | 8/22 (1)        | 43/+5                   |
| 1977/78 | 5/22 (1)        | 53/+23                  |
| 1978/79 | 7/22 (1)        | 48/+13                  |
| 1979/80 | 4/22 (1)        | 52/+16                  |
| 1980/81 | 3/22 (1)        | 53/+16                  |
| 1981/82 | 5/22 (1)        | 71/+11                  |
| 1982/83 | 10/22 (1)       | 58/+2                   |
| 1983/84 | 6/22 (1)        | 63/+14                  |
| 1984/85 | 7/22 (1)        | 66/+12                  |
| 1985/86 | 7/22 (1)        | 69/+2                   |

Mit Neill gelang die Rückkehr in die obere Tabellenhälfte, wobei der aufstrebende irische Spitzenspieler Liam Brady maßgeblichen Anteil an diesem Aufwärtstrend hatte. Brady war Teil einer großen irischen Fraktion im Kader, die außerdem Pat Rice, Frank Stapleton, Pat Jennings und den jungen David O’Leary umfasste. Obwohl die Dominanz des FC Liverpool zu dieser Zeit nicht durchbrochen werden konnte, unterstrich Arsenal zum Ende des Jahrzehnts weiterhin durch gute Resultate im FA Cup die Zeichen einer sportlichen Konsolidierung. Der Verein erreichte in den Jahren 1978 bis 1980 drei Endspiele in Serie, konnte aber nur das mittlere gegen Manchester United gewinnen. Durch ein erneut sehr gutes Spiel von Brady ging Arsenal nach Toren von Brian Talbot und Frank Stapleton mit 2:0 in Führung und sah fünf Minuten vor Ablauf der regulären Spielzeit bereits wie der sichere Sieger aus. United glich jedoch durch einen Doppelschlag zum 2:2 aus, worauf in der Nachspielzeit der Siegtreffer von Alan Sunderland zum 3:2 nach einer Flanke von Graham Rix folgte.
Die anschließende Saison 1979/80 wurde sehr kräfteraubend, als Arsenal durch das Erreichen von zwei Pokalfinalspielen auf eine Rekordzahl von 70 Pflichtpartien kam, in deren Anschluss Arsenal am Ende dennoch ohne zählbaren Erfolg blieb. Enttäuschend war dabei vor allem die 0:1-Niederlage gegen den Zweitligisten und Außenseiter von West Ham United im FA Cupfinale, die durch einen Kopfball von Trevor Brooking besiegelt wurde. In der Zwischenzeit hatte Arsenal auch das Endspiel im Europapokal der Pokalsieger erreicht und stand dort durch das entscheidende Tor von Paul Vaessen im Halbfinalsieg gegen Juventus Turin dem spanischen Verein FC Valencia gegenüber. Das Finale endete in der regulären Spielzeit torlos, und Arsenal verlor die Begegnung nach Elfmeterschießen, in dem Brady und Rix ihre Strafstöße vergeben hatten.
Liam Brady verließ Arsenal im Sommer 1980 zu Juventus Turin, und Arsenal ging einer weiteren Phase der Stagnation entgegen. Der Verein befand sich zwar zu Beginn der 1980er Jahre unter den besten vier englischen Mannschaften, konnte aber nie ernsthaft in die Meisterschaft eingreifen oder vergangene Erfolge im FA Cup wiederholen. Die beste FA-Cup-Serie fand dabei in der Saison 1982/83 statt, als man sich erst im Halbfinale Manchester United geschlagen geben musste.
Während seiner Amtszeit hatte Neill stets Probleme mit der Mannschaftsführung und überwarf sich mit vielen seiner Spieler wie zum Beispiel mit Alan Hudson und Malcolm Macdonald und konnte das Alkoholproblem im Kader, wie es in vielen englischen Mannschaften auch heute immer noch vorherrscht, nicht in den Griff bekommen. Dazu kam, dass viele Neuverpflichtungen, darunter die von Charlie Nicholas, nicht unmittelbar zur Qualitätssteigerung beitrugen. Neill wurde nach einem schlechten Saisonstart – mit dem Tiefpunkt einer sensationellen Niederlage im Ligapokal gegen den unterklassigen FC Walsall – im Dezember 1983 entlassen.
Neuer Trainer beim FC Arsenal wurde Don Howe, der dem Verein bereits in mehreren Funktionen unter anderen auch als Spieler gedient hatte, aber mit Arsenal auch nicht in die Nähe eines Titelgewinns kam. Obwohl der Verein unter Howe mit dem sechsten und siebten Platz in der Meisterschaft keine übermäßig schlechte Bilanz aufzuweisen hatte, verlor er im FA Cup der Saison 1984/85 wiederum überraschend gegen einen Drittligisten – in diesem Fall gegen York City. Die Anhänger begannen damit, ihrer Enttäuschung über die ausbleibenden Erfolge Ausdruck zu geben, und die Zuschauerzahlen fielen unter die 20.000er-Grenze. Als Howe im März 1986 darüber Kenntnis erhielt, dass das Präsidium mit Terry Venables in Verhandlungen über das Traineramt des FC Arsenal stand, trat er zurück.

### Die Jahre unter George Graham (1986–1995)
| Saison  | Position (Liga) | Punkte und Tordifferenz |
| ------- | --------------- | ----------------------- |
| 1986/87 | 4/22 (1)        | 70/+23                  |
| 1987/88 | 6/21 (1)        | 66/+19                  |
| 1988/89 | 1/20 (1)        | 76/+37                  |
| 1989/90 | 4/20 (1)        | 62/+16                  |
| 1990/91 | 1/20 (1)        | 83/+56                  |
| 1991/92 | 4/22 (1)        | 72/+34                  |
| 1992/93 | 10/22 (1)       | 56/+2                   |
| 1993/94 | 4/22 (1)        | 71/+25                  |
| 1994/95 | 12/22 (1)       | 51/+3                   |

Im Sommer 1986 verpflichtete der Verein mit George Graham einen ehemaligen Arsenal-Spieler sowie den vormaligen Trainer des FC Millwall als Nachfolger für Howe. Damit wurde der Grundstein für die nächste erfolgreiche Ära gelegt, da Graham viele alte Spieler des Vereins aussortierte und durch Neuverpflichtungen sowie durch verstärkte Förderungen von jungen Arsenal-Talenten ersetzte. Auch eine Verschärfung der Disziplin sowohl auf als auch außerhalb des Spielfeldes gehörte zu den ersten Aufgaben Grahams. Arsenals Formkurve zeigte durch diese Maßnahmen direkt steil nach oben und der Verein stand an den Weihnachtstagen 1986 erstmals in diesem Jahrzehnt wieder an der Tabellenspitze, was auch symbolisch ein günstiger Zeitpunkt angesichts des hundertjährigen Vereinsjubiläums war.
Neben dem vierten Meisterschaftsplatz in Grahams erster Saison gewann er mit seinem neuen Verein auf Anhieb den Ligapokal 1986/87, wobei die Mannschaft viele schon verloren geglaubte Partien noch umgedreht hatte. Arsenal befand sich im Halbfinalrückspiel gegen die Spurs bereits mit insgesamt zwei Toren im Rückstand, bevor zwei eigene Treffer ein Entscheidungsspiel erzwangen. In diesem ging Tottenham erneut mit 1:0 in Führung, die Arsenal noch durch zwei späte Treffer von Ian Allinson und David Rocastle in einen Sieg umwandelte. Im Endspiel drehte Charlie Nicholas einen zwischenzeitlichen 0:1-Rückstand mit zwei Toren in einen Sieg um und sorgte somit dafür, dass Arsenal erstmals den Ligapokal gewann.
Obwohl Arsenal das nächste Ligapokalfinale durch eine überraschende Niederlage gegen Luton Town verlor, verbesserten sich die Darbietungen in der englischen Meisterschaft kontinuierlich. Grahams Mannschaft entwickelte eine außerordentlich disziplinierte Defensive, die von Tony Adams, Lee Dixon, Steve Bould und Nigel Winterburn verkörpert wurde und in dieser Form die Basis für die Verteidigungslinie über ein ganzes Jahrzehnt hinweg bildete. Trotz der anders verlauteten Meinung in der Öffentlichkeit war Grahams Mannschaft nicht ausschließlich defensiv orientiert und brachte leistungsstarke Mittelfeldakteure wie David Rocastle, Michael Thomas und Paul Merson, sowie den Stürmer Alan Smith hervor, der stets auf eine Torquote von über 20 Treffern pro Saison kam.
Zum Ende von Grahams dritter Saison gewann Arsenal 1989 auf dramatische Art seine erste Meisterschaft seit 1971. Nachdem Arsenal die Tabelle seit Weihnachten 1988 angeführt hatte, zog Liverpool nach einer Niederlage Arsenals gegen Derby County und einem Remis gegen den FC Wimbledon im Mai vorbei. Arsenal schien die Meisterschaft schon verspielt zu haben, als der Verein am letzten Spieltag am 26. Mai zum Showdown im Anfield-Stadion antrat. Arsenal benötigte einen Sieg mit zwei Toren Differenz und Liverpool war als frischgebackener FA-Cup-Sieger Favorit auf den Gewinn des Doubles. Nachdem Alan Smith früh in der zweiten Halbzeit das 1:0 erzielt hatte, konnte Arsenal den notwendigen zweiten Treffer auch nach Ablauf der 90 Minuten nicht nachlegen. Nur noch wenige Sekunden verblieben in der Nachspielzeit, als Smith den Ball zum jungen Michael Thomas abgab, der das Spielgerät anschließend ruhig über Bruce Grobbelaar ins Tor hob und somit Arsenal zur Meisterschaft verhalf.
Die Titelverteidigung gelang Arsenal in der nächsten Saison nicht und schloss die Spielzeit auf dem vierten Platz hinter dem neuen Meister Liverpool sowie Aston Villa und Tottenham Hotspur ab. Aufgrund der Sperre für englische Vereine im Nachgang der Heysel-Katastrophe durfte Arsenal zudem an europäischen Vereinswettbewerben nicht teilnehmen.
Graham verstärkte weiterhin den Kader und verpflichtete dabei den Torhüter David Seaman sowie den schwedischen Flügelspieler Anders Limpar. Beide Akteure fügten sich in die Mannschaft ein und holten mit Arsenal in der Saison 1990/91 erneut die Meisterschaft, obwohl der Klub im Verlauf zwei Rückschläge erlitten hatte. Im Oktober 1990 wurden Arsenal zwei Punkte abgezogen, nachdem zehn Spieler des Vereins in eine Rauferei mit Gegenspielern von Manchester United beteiligt gewesen waren. Zudem wurde Tony Adams im Dezember 1990 wegen Trunkenheit am Steuer zu einer viermonatigen Haftstrafe verurteilt. Dies hinderte Arsenal jedoch nicht an konstant guten Leistungen in einer Saison, in der der Klub nur ein einziges Meisterschaftsspiel verlor. Arsenal erreichte auch das FA-Cup-Halbfinale und stand dort Tottenham Hotspur gegenüber. Bereits nach fünf Minuten erzielte Paul Gascoigne per Freistoß aus großer Distanz den Führungstreffer und Tottenham konnte durch den 3:1-Sieg das mögliche Double Arsenals frühzeitig verhindern.
Im Oktober 1991 verpflichtete Arsenal von Crystal Palace mit Ian Wright den fortan zweitbesten Torschützen in der Vereinsgeschichte und zog in dieser Spielzeit erstmals seit der Saison 1971/72 wieder in einen europäischen Landesmeisterwettbewerb ein. Dort verlor man in der zweiten Qualifikationsrunde der Champions League gegen Benfica Lissabon und verpasste den Zugang zu den Gruppenspielen. Die Spielzeit entwickelte sich weiter durchwachsen, nachdem Arsenal im FA Cup gegen den niederklassigen AFC Wrexham verlor und den vierten Platz in der Meisterschaft belegte.
Nach dieser Saison vollzog Graham einen Taktikwechsel und ließ defensiver spielen. Diese vorsichtigere Mannschaftsausrichtung hatte zur Folge, dass sich das Team fast ausschließlich auf Torerfolge von Wright verließ und die anderen Mannschaftsteile weniger offensiv orientierten. Nachdem Arsenal zwischen 1986 und 1992 durchschnittlich 66 Meisterschaftstore erzielt hatte – dabei alleine 81 in der Saison 1991/92 –, waren es zwischen 1992 und 1995 nur noch 48. Das Minimum stellen die 40 Treffer in der Spielzeit 1992/93 dar, als Arsenal in der ersten Premier-League-Saison nur auf dem zehnten Platz landete und weniger Treffer als jeder andere Verein in der Liga erzielte.
Arsenals Form in der Liga war zwar enttäuschend, aber in den Pokalwettbewerben zeigte der Verein deutlich bessere Leistungen, als er als erster Verein das „FA-und-Liga-Pokal-Double“ in der Saison 1992/93 gewann. Im Ligapokalendspiel trat Arsenal gegen Sheffield Wednesday an und gewann von Merson angeführt nach einem 0:1-Rückstand durch den entscheidenden Treffer von Steve Morrow mit 2:1. Im FA-Cup-Halbfinale gewann Arsenal gegen die Spurs und nahm somit Revanche für die Niederlage im Jahr 1991. Im Endspiel wartete erneut Sheffield Wednesday auf Arsenal, das einen Treffer von Wright durch Chris Waddle ausglich. Als auch nach 120 Minuten noch kein weiteres Tor gefallen war, entschied ein Kopfball von Andy Linighan nach einem Eckball die Partie und brachte dem FC Arsenal das Pokaldouble.
In der Saison 1993/94 gewann Arsenal seine zweite europäische Trophäe, wobei die Mannschaft im Finale des Europapokals der Pokalsieger mit den Verletzungen der Schlüsselspieler John Jensen und Martin Keown sowie der Sperre von Ian Wright zu kämpfen hatte. Dennoch wurde der Titelverteidiger und Favorit AC Parma mit 1:0 in Kopenhagen mit einer sehr defensiv geführten Vorstellung durch einen Volley-Linksschuss von Alan Smith in der 21. Minute besiegt. Dieser Erfolg sollte der letzte Titelgewinn von George Graham sein, da der Schotte im folgenden Februar nach neun Jahren für Arsenal entlassen wurde. Man hatte festgestellt, dass er 1992 eine illegale Zahlung über 425.000 britische Pfund von dem norwegischen Spieleragenten Rune Hauge im Zusammenhang mit dem Kauf der Spieler Pål Lydersen und vor allem John Jensen entgegengenommen hatte.

### Bruce Rioch – Die Zwischenperiode (1995–1996)
| Saison  | Position (Liga) | Punkte und Tordifferenz |
| ------- | --------------- | ----------------------- |
| 1995/96 | 5/20 (1)        | 63/+17                  |

Bis zum Ende der Saison 1994/95 übernahm mit Stewart Houston der ehemalige Co-Trainer vorübergehend die Mannschaftsleitung. Arsenal stand am Ende dieser Spielzeit auf einem enttäuschenden zwölften Tabellenplatz, erreichte jedoch nach einem Halbfinalsieg im Elfmeterschießen gegen Sampdoria Genua – beide Mannschaften hatten zuvor nach der jeweils regulären Spielzeit eine Partie mit 3:2 gewonnen – erneut das Finale im Europapokal der Pokalsieger. Dort stand man dem spanischen Vertreter Real Saragossa gegenüber, dessen Führungstreffer durch Juan Esnáider von John Hartson für Arsenal ausgeglichen wurde, bevor dann der Mittelfeldspieler Nayim mit der letzten Aktion in der 120. Minute per Weitschuss von der Mittellinie das Spiel für Saragossa entschied. David Seaman, der noch im Semifinale im gewonnenen Elfmeterschießen triumphiert hatte, konnte nicht schnell genug in sein Gehäuse zurückeilen und berührte den Ball nur noch leicht mit einer Hand, als dieser ins Tor fiel. Die Finalniederlage stellte somit einen Tiefpunkt in einer schwachen Gesamtsaison dar.
Im Juni 1995 verpflichtete Arsenal Bruce Rioch, der gerade die Bolton Wanderers in das Ligapokalendspiel und zurück in die oberste englische Spielklasse geführt hatte, als neuen Trainer. Der Kauf des niederländischen Stürmers Dennis Bergkamp von Inter Mailand für 7,5 Millionen Pfund brach den bis zu diesem Zeitpunkt gültigen Ablöserekord im englischen Fußball. Bergkamp bildete fortan mit Wright den ertragreichen Angriff in einer Mannschaft, die sich durch das Erreichen des Halbfinals im Ligapokal rehabilitierte. Der fünfte Platz in der Meisterschaft berechtigte zudem zur Teilnahme an dem UEFA-Pokal-Wettbewerb und nährte die Hoffnung, künftig wieder im Titelrennen eingreifen zu können. Die „Ära Rioch“ endete im August 1996 vorzeitig, nachdem sich Rioch aufgrund der Transferpolitik mit der Vereinsführung zerstritt, was einen monatelangen Unruhezustand zur Folge hatte. Stewart Houston übernahm die Mannschaftsleitung erneut für einen Monat auf Interimsbasis, bevor er zurücktrat, um sich den Queens Park Rangers anzuschließen.

### Die Ära Wenger (1996–2018)

#### Zwei weitere Doubles (1996–2003)
| Saison  | Position (Liga) | Punkte und Tordifferenz |
| ------- | --------------- | ----------------------- |
| 1996/97 | 3/20 (1)        | 63/+30                  |
| 1997/98 | 1/20 (1)        | 78/+35                  |
| 1998/99 | 2/20 (1)        | 78/+42                  |
| 1999/00 | 2/20 (1)        | 73/+30                  |
| 2000/01 | 2/20 (1)        | 70/+25                  |
| 2001/02 | 1/20 (1)        | 87/+43                  |
| 2002/03 | 2/20 (1)        | 78/+43                  |

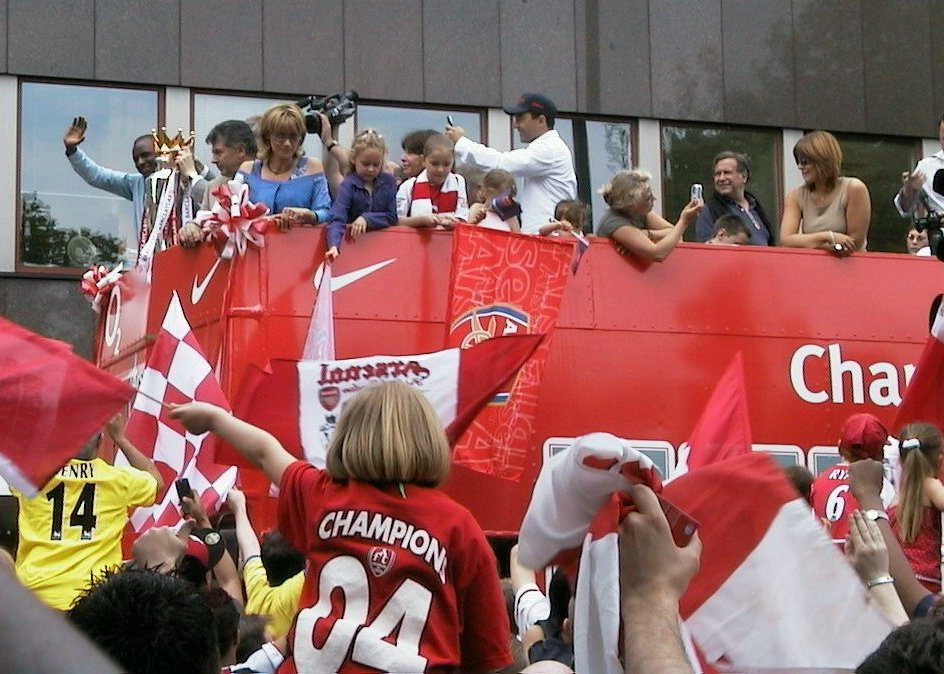
Die Spieler und Anhänger des FC Arsenal feiern den Meisterschaftsgewinn im Jahr 2004 mit einer Parade.

Bis zur Verpflichtung des Franzosen Arsène Wenger im September 1996 übernahm der Jugendtrainer Pat Rice für einige Spiele die Führung des Teams. Die Mannschaft verbesserte sich unter Wengers Führung schnell, belegte in der Meisterschaft den dritten Platz und qualifizierte sich für den UEFA-Pokal, wobei sie die Teilnahme an der Champions League nur aufgrund der schlechteren Tordifferenz verpasste. Wenger baute eine Reihe von zumeist wenig bekannten französischen Spielern in seinen Kader ein. Darunter befanden sich der talentierte Patrick Vieira, der noch am Anfang seiner fortan großen Laufbahn stand, sowie Nicolas Anelka und Emmanuel Petit. Außerdem verpflichtete Wenger im Sommer 1997 mit Marc Overmars einen hochtalentierten niederländischen Flügelstürmer. Diese neuen Akteure verschmolzen mit vielen arrivierten Spielern der „alten Garde“, darunter Adams, Dixon, Winterburn, Keown und Bould. Pat Rice wurde von Wenger zu seinem Co-Trainer bestimmt.
Seinen ersten Titel gewann Wenger mit Arsenal bereits in der anschließenden Saison, als er als erster ausländischer Trainer die englische Meisterschaft errang und diese zum zweiten Double in der Klubgeschichte ausbaute. Im Meisterschaftsrennen schien sich Arsenal im Dezember nach einer 1:3-Heimniederlage gegen die Blackburn Rovers bereits vorzeitig verabschiedet zu haben. Die Mannschaft holte letztlich einen 12-Punkte-Rückstand zum Tabellenführer Manchester United auf und stellte am Ende nach einem 4:0-Heimsieg gegen den FC Everton am 3. Mai die Trophäe bereits vor dem vorletzten Spieltag sicher. Am 16. Mai schlug Arsenal dann im FA-Pokalendspiel Newcastle United noch mit 2:0. Zudem übertraf Ian Wright den vormaligen Rekordvereinstorschützen Cliff Bastin und verließ den Klub nach 185 Toren im Sommer 1998.
Trotz des Kaufs von Freddie Ljungberg 1998 und Thierry Henry ein Jahr später erwartete den Verein in den weiteren Jahren eine erneute Periode ohne Titelgewinne, obwohl mehrere Gelegenheiten knapp verpasst wurden. In der Spielzeit 1998/99 führte Arsenal die Tabelle lange Zeit an, bis der Verein nach einer 0:1-Niederlage gegen Leeds United noch von Manchester United überholt wurde. Trotz eines Siegs am letzten Spieltag gegen Aston Villa führte der Sieg von United gegen Tottenham Hotspur dazu, dass dem FC Arsenal nur die Vizemeisterschaft blieb. Auch im FA-Cup-Halbfinale unterlag Arsenal dem Konkurrenten aus Manchester, wobei Bergkamp zunächst einen Elfmeter verschossen und Ryan Giggs in der Nachspielzeit nach einem Solo durch die gesamte Defensive Arsenals das entscheidende Tor erzielt hatte. Arsenals Rückkehr in die Champions League nach sieben Jahren endete ebenfalls in einer Enttäuschung, da der Verein die Gruppenphase nicht überstand.
Auch in der Spielzeit 1999/2000 wurde Arsenal Vizemeister, konnte Manchester United im Titelrennen nie ernsthaft gefährden und rangierte 18 Punkte hinter dem alten und neuen Meister. In der Champions League wurden die Erwartungen erneut nicht erfüllt, wobei der dritte Platz in den Gruppenspielen zumindest noch die weitere Teilnahme am UEFA-Pokal ermöglichte. Dort zog die Mannschaft bis ins Finale ein und traf in Kopenhagen auf Galatasaray Istanbul. Das Spiel endete aktionsarm mit einem 0:0 nach Verlängerung. Das Elfmeterschießen verlor Arsenal, nachdem Davor Šuker und Patrick Vieira ihre Strafstöße vergeben hatten.
Eine weitere Vizemeisterschaft wartete auf Arsenal in der Saison 2000/01, in diesem Fall nur zehn Punkte hinter Manchester United. Das Titelrennen war bis zum Februar 2001 offen gewesen, bis eine 1:6-Niederlage von Arsenal in Old Trafford eine Vorentscheidung brachte. Der Klub konzentrierte sich fortan mehr auf die Pokalwettbewerbe und besiegte im FA-Cup-Halbfinale die Spurs, um im Endspiel dem FC Liverpool in Cardiff gegenüberzustehen. Arsenal war meist spielbestimmend. Liverpools Stéphane Henchoz wehrte einen Ball, der zu einem Tor geführt hätte, mit der Hand ab, was jedoch vom Schiedsrichter nicht geahndet wurde. Dennoch ging Arsenal durch ein Tor von Ljungberg mit 1:0 in Führung, unterlag aber nach zwei späten Treffern von Michael Owen mit 1:2. In der Champions League gelangte der Verein bis ins Viertelfinale, wo man gegen den späteren Finalisten FC Valencia nur aufgrund der Auswärtstorregel verlor. Dennoch stellte der Einzug unter die letzten acht Mannschaften das beste Resultat in dem wichtigsten europäischen Vereinswettbewerb seit 1972 dar.
Wenger war nun dazu gezwungen, einen Großteil seiner Doublegewinner-Mannschaft von 1998 umzubauen, nachdem Anelka, Overmars und Petit für hohe Ablösesummen zu spanischen Vereinen gewechselt waren und die renommierte Abwehrformation deutlich in die Jahre gekommen war. Bould und Winterburn hatten den Verein bereits verlassen und Adams sowie Dixon sollten auch nur noch eine Saison bis zu ihrem Rücktritt agieren. Wenger besetzte die Positionen in der Defensive mit Spielern wie Sol Campbell und Lauren neu und beförderte Ashley Cole aus der eigenen Jugendabteilung in die erste Mannschaft. Das Mittelfeld verstärkte der Trainer mit Robert Pirès und verpflichtete dessen Landsmann Sylvain Wiltord für die Offensive, während sich Thierry Henry mittlerweile an die englische Spielweise gewöhnt und zu einem der besten Stürmer in der Premier League entwickelt hatte.
Die Offensive war nun zweifelsfrei Arsenals Prunkstück und die Mannschaft gewann in der Saison 2001/02 das dritte Double in der Vereinsgeschichte, womit der Rekord in dieser Hinsicht im englischen Fußball eingestellt wurde. Die „Gunners“ waren die einzige Mannschaft, die in jedem Spiel mindestens ein Tor schossen und in allen Auswärtsspielen ungeschlagen blieben. Bis zum Februar 2002 war der Kampf um die Meisterschaft spannend und die vier besten Mannschaften trennten insgesamt nur drei Punkte. Anschließend zog Arsenal mit einer elf Spiele andauernden Siegesserie davon und sicherte sich mit sieben Punkten Vorsprung vor dem FC Liverpool die Meisterschaft, wobei der 1:0-Auswärtssieg bei Manchester United am vorletzten Spieltag nach einem Tor von Wiltord die Entscheidung gebracht hatte. Am Wochenende zuvor hatte Arsenal bereits mit einem 2:0-Endspielsieg gegen den FC Chelsea seinen achten FA Cuptitel in der Vereinsgeschichte eingefahren, wobei Ray Parlour und Ljungberg für die Tore gesorgt hatten.
Arsenal verteidigte in der Saison 2002/03 als erster Verein seit über 20 Jahren den FA Cuptitel, nachdem man im Finale mit 1:0 gegen den FC Southampton durch ein Tor von Pirès gesiegt hatte. Die Freude darüber wurde durch die knapp verpasste Meisterschaft getrübt. Arsenal hatte bereits mit acht Punkten vor dem späteren Meister Manchester United die Tabelle angeführt, aber die Form ließ zum Ende der Spielzeit deutlich nach. Nach einer 2:0-Führung bei den Bolton Wanderers spielte Arsenal letztlich nur 2:2 und verspielte in der folgenden Heimpartie gegen Leeds United mit einer 2:3-Niederlage endgültig den Titel.

#### Die „Unbesiegbaren“ und ein Champions-League-Finale (2003–2006)
| Saison  | Position (Liga) | Punkte und Tordifferenz |
| ------- | --------------- | ----------------------- |
| 2003/04 | 1/20 (1)        | 90/+47                  |
| 2004/05 | 2/20 (1)        | 83/+51                  |
| 2005/06 | 4/20 (1)        | 67/+37                  |

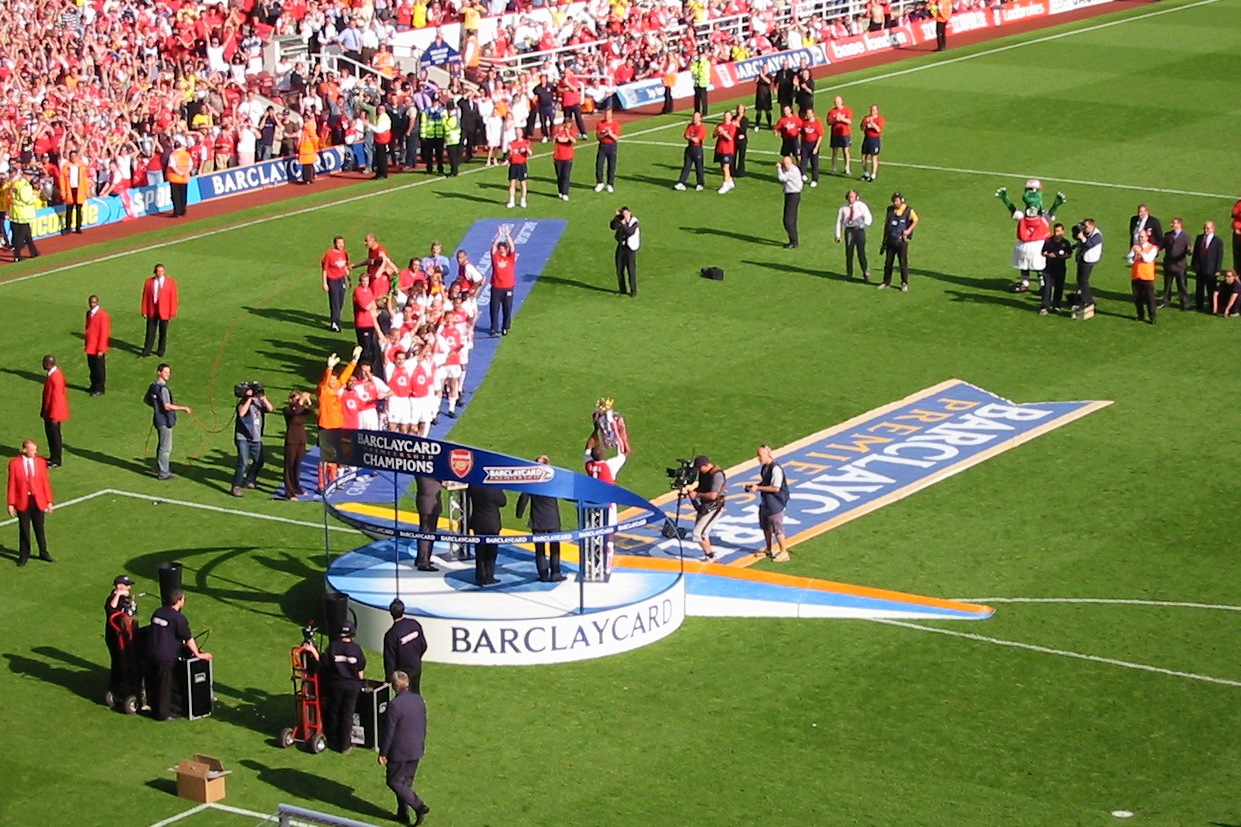
Arsenals Mannschaftskapitän Patrick Vieira hebt den Meisterschaftspokal nach dem Titelgewinn in der Saison 2003/04 hoch.

Diese Niederlage gegen Leeds sollte jedoch die letzte für Arsenal in der Meisterschaft für einen Zeitraum von über einem Jahr sein. Die Saison 2003/04 stellte mit 26 Siegen, 12 Unentschieden und keiner Niederlage einen Rekord dar. Zuletzt war Preston North End in der Saison 1888/89 ohne Niederlage geblieben. Arsenal rangierte elf Punkte vor dem Zweitplatzierten FC Chelsea, der sich wiederum im Champions-League-Viertelfinale revanchierte. Zudem verlor Arsenal im Halbfinale des FA Cups gegen Manchester United. Nach diesen Rückschlägen rehabilitierte sich Arsenal aber in dem anschließenden Spiel gegen den FC Liverpool nach einem zwischenzeitlichen 0:1- und 1:2-Rückstand, gewann mit insgesamt drei Toren von Henry noch mit 4:2 und sicherte sich die Meisterschaft anschließend durch ein 2:2 auswärts bei Tottenham Hotspur.
Arsenal konnte den Titel in der Saison 2004/05 nicht verteidigen und rangierte zwölf Punkte hinter dem FC Chelsea auf dem zweiten Platz. Dennoch erweiterten die Gunners den englischen Rekord ungeschlagener Spiele auf insgesamt 49 Partien. Zunächst wurde die Bestmarke durch einen spannenden 5:3-Sieg gegen den FC Middlesbrough nach einem 1:3-Rückstand zur Halbzeit eingestellt, dann mit einem 3:0-Erfolg gegen die Blackburn Rovers übertroffen und durch die 0:2-Niederlage gegen Manchester United beendet. Danach verschlechterte sich die Form, und Arsenal verlor entscheidenden Boden im Titelrennen, bis eine erneut positive Serie, besiegelt durch einen spektakulären 7:0-Sieg gegen den FC Everton, die Vizemeisterschaft sicherte. In der Champions League war Arsenal erneut glücklos und verlor nach der Gruppenphase gegen den FC Bayern München mit insgesamt 2:3 Toren nach Hin- und Rückspiel. Dennoch beendete Arsenal die Saison mit einem Titelgewinn, als die Mannschaft nach einer torlosen regulären Spielzeit das Elfmeterschießen gegen Manchester United mit 5:4 gewann und somit den dritten FA Cup innerhalb von vier Jahren errang.
Geschwächt durch den Verkauf von Mannschaftskapitän Patrick Vieira an Juventus Turin im Sommer 2005 entwickelte sich die Saison 2005/06 verhältnismäßig enttäuschend, und Arsenal feierte auch in den heimischen Pokalwettbewerben keine Erfolge. In der Meisterschaft sorgte die schwache Form bei Auswärtsspielen dafür, dass Arsenal trotz einiger guter Heimresultate – darunter ein 5:0 gegen Aston Villa sowie ein 7:0 gegen den FC Middlesbrough – zumeist nur auf dem fünften Platz oder gar schlechter in der Tabelle stand und es sah danach aus, dass erstmals seit 1997 die Qualifikation zur Champions League misslinge. Nachdem die Mannschaft die letzten drei Spiele gewann, darunter das 4:2 gegen Wigan Athletic beim letzten Spiel in Highbury, sorgte die Niederlage der Spurs bei West Ham United am letzten Spieltag dafür, dass Arsenal am Ende noch den vierten Platz erreichte und somit der Zugang zur Champions League gelang.
Im erheblichen Kontrast zur schwachen heimischen Form zeigte sich Arsenal in Europa deutlich leistungsstärker und erreichte 2006 erstmals in seiner Geschichte und als erster Londoner Verein überhaupt das Finale in der Champions League. Arsenal gewann seine Gruppe vor Ajax Amsterdam, dem FC Thun und Sparta Prag und schlug in den anschließenden Ausscheidungsspielen Real Madrid, wo sie als erstes britisches Team im Santiago-Bernabéu-Stadion gewannen, Juventus Turin und den FC Villarreal, um dann nach einem Rekord von insgesamt zehn Spielen ohne Gegentor dem FC Barcelona im Finale gegenüberzustehen. Arsenal spielte dort bereits früh mit nur noch zehn Mann, nachdem Torhüter Jens Lehmann nach einer Notbremse des Feldes verwiesen worden war. Trotzdem ging Arsenal durch einen Kopfballtreffer von Sol Campell in der 37. Minute in Führung und verteidigte über lange Zeit diesen Vorsprung, bis Samuel Eto’o und Juliano Belletti Barcelona mit zwei späten Toren zum 2:1-Sieg schossen.
Im Juni 2006 leitete die Football Association aufgrund einer Anfrage der FIFA eine Untersuchung ein, die Arsenals Beziehungen zum KSK Beveren zum Gegenstand haben sollten. Die Anfrage fand in Reaktion auf Anschuldigungen statt, die die BBC in der Sendung Newsnight erhoben hatte. Dort war spekuliert worden, ob die Zahlung von Arsenal in Höhe von einer Million Pfund an ein Konsortium, das für den Kauf des belgischen Vereins bot, möglicherweise gegen die FIFA-Statuten verstoßen hatte. Am 23. Juni 2006 sprach die FA Arsenal von dem Vorwurf frei und verkündete, dass man keinen Beweis einer Verletzung der FA- oder Premier-League-Regeln hinsichtlich einer unzulässigen Interessengemeinschaft oder Zusammenarbeit der beiden Vereine gefunden hatte.

#### Umzug in das Emirates Stadium, Rekordpokalsieger (2006–2018)
| Saison  | Position (Liga) | Punkte und Tordifferenz |
| ------- | --------------- | ----------------------- |
| 2006/07 | 4/20 (1)        | 68/+28                  |
| 2007/08 | 3/20 (1)        | 83/+43                  |
| 2008/09 | 4/20 (1)        | 72/+31                  |
| 2009/10 | 3/20 (1)        | 75/+42                  |
| 2010/11 | 4/20 (1)        | 68/+29                  |
| 2011/12 | 3/20 (1)        | 70/+25                  |
| 2012/13 | 4/20 (1)        | 73/+35                  |
| 2013/14 | 4/20 (1)        | 79/+27                  |
| 2014/15 | 3/20 (1)        | 75/+36                  |
| 2015/16 | 2/20 (1)        | 71/+32                  |
| 2016/17 | 5/20 (1)        | 75/+33                  |
| 2017/18 | 6/20 (1)        | 63/+23                  |

Trotz der zahlreichen Erfolge in den 1990er- und 2000er-Jahren war die Stadionkapazität insbesondere aufgrund der Beschränkungen durch den Taylor Report mit 38.500 Plätzen in Highbury stets sehr limitiert. Dadurch konnte der Verein die Einnahmenseite in diesem Segment nie maximieren. Nachdem sich ein Ausbau des Highbury-Stadions als unmöglich herausgestellt hatte, informierte Arsenal 1999 die Öffentlichkeit über die Pläne, ins benachbarte Ashburton Grove zu ziehen und dort ein neues Stadion zu errichten. Die Konstruktion des Stadions begann im Dezember 2002. Nach der Fertigstellung wurde das Emirates Stadium im Juli 2006 eröffnet und zur Nutzung ab der Saison 2006/07 freigegeben.
Obwohl die Mannschaft erfolgversprechend in die neue Spielzeit startete und lediglich einen Vier-Punkte-Abstand zur Tabellenspitze aufwies, äußerte Wenger bereits im November 2006, dass ein Eingriff in das Meisterschaftsrennen nicht möglich sei. Im weiteren Saisonverlauf befand sich der FC Arsenal zwar weiterhin unter den besten vier Mannschaften, aber Wenger setzte vor allem im Ligapokal verstärkt auf Spieler der Reserve- und Jugendmannschaft und erreichte damit sogar das Finale, in dem man aber dem FC Chelsea mit 1:2 unterlag. In den anderen Pokalwettbewerben war Arsenal mit weniger Erfolg unterwegs, unterlag im Achtelfinale der Champions League gegen die PSV Eindhoven nach Hin- und Rückspiel mit 1:2 Toren und scheiterte zudem in der fünften Runde des FA Cups an den Blackburn Rovers.
Im Jahr 2007 mehrten sich die Spekulationen bezüglich zweier möglicher Übernahmeszenarien. Zunächst übernahm der US-amerikanische Sporttycoon Stan Kroenke einen Großteil der Aktien und besitzt mit Stand von August 2007 12,2 % der Anteile, nachdem er den Hauptteil davon im April desselben Jahres von der ITV-Tochtergesellschaft Granada Ventures übernommen hatte. Dies führte dazu, dass sich David Dein, der 14,6 % der Anteile besaß und als Sympathisant Kroenkes galt, aufgrund „unüberbrückbarer Differenzen“ am 18. April aus dem Vorstand zurückzog. Dein verkaufte später seine Anteile an die „Red & White Holdings“, die sich im Besitz des russischen Milliardärs Alischer Usmanow und des Londoner Geschäftsmannes Farhad Moshiri befindet, und wurde im Gegenzug Präsident dieses Unternehmens. In einer Stellungnahme äußerte der Vorsitzende Peter Hill-Wood jedoch, dass kein weiteres Vorstandsmitglied bis mindestens April 2009 zum Verkauf der eigenen Aktienanteile, die insgesamt 45,45 % betragen, bereit sei. Zudem besäßen sämtliche Vorstandsmitglieder bis Oktober 2012 Optionen auf die jeweils anderen Anteile.
In sportlicher Hinsicht hatten bereits innerhalb der Spielzeit 2006/07 und unmittelbar danach mit Ashley Cole, Sol Campbell, Lauren, Freddie Ljungberg und vor allem dem langjährigen Kapitän und Toptorjäger Thierry Henry eine Reihe von erfahrenen Spielern den Verein verlassen. So ging die Mannschaft mit nur noch drei Akteuren in die Saison, die vier Jahre zuvor die letzte Meisterschaft gewonnen hatten. Mit einer neuen jungen Generation von Spielern, darunter Cesc Fàbregas, Robin van Persie, Emmanuel Eboué und Gaël Clichy, kam die umgebaute Mannschaft überraschend schnell in Tritt und blieb zwischen April und November 2007 ungeschlagen. Dies bedeutete zudem in Bezug auf alle Pflichtwettbewerbe einen neuen Rekord. Die Mannschaft führte lange die Premier League an und eliminierte im Champions-League-Achtelfinale den Titelverteidiger AC Mailand (sie wurde damit zur ersten englischen Mannschaft, die in San Siro siegreich war), bevor sie in der Liga noch Manchester United und den FC Chelsea passieren lassen musste.
In einem rein englischen Viertelfinale scheiterten die „Gunners“ zudem mit insgesamt 3:5 Toren am FC Liverpool. Auch in den Spielzeiten 2008/09, 2009/10 und 2010/11 war die junge Mannschaft noch nicht in der Lage, nach jeweils vielversprechenden Auftakten konstant um die vordersten Plätze zu spielen. Höhepunkte waren vielmehr wieder in der Champions League zu finden, als die Mannschaft 2009 und im Jahr darauf erst im Halb- bzw. Viertelfinale am jeweiligen Titelverteidiger Manchester United bzw. FC Barcelona scheiterte. Hoffnungen auf einen ersten Titel nach sechs Jahren wurden 2011 zudem im Ligapokal enttäuscht; hier scheiterten die „Gunners“ überraschend mit 1:2 im Finale am späteren Absteiger Birmingham City. Nach dem Weggang einiger Schlüsselspieler Mitte 2011 wie Cesc Fàbregas und Samir Nasri sowie unter dem Eindruck einer 2:8-Pleite gegen Manchester United am 28. August 2011 heuerte Wenger mit Per Mertesacker, Mikel Arteta, André Santos und Yossi Benayoun gleich vier Spieler am letzten Tag der Transferperiode an. Die Darbietungen stabilisierten sich schließlich und Arsenal belegte nach anfänglichen Platzierungen in der unteren Tabellenhälfte noch den dritten Rang. Weitere Umbauten folgten 2012 in Form des Abgangs des Torjägers Robin van Persie und der Verpflichtung von Akteuren wie Lukas Podolski, Olivier Giroud und Santi Cazorla. Ein Jahr später verpflichtete Arsenal Mesut Özil für eine neue vereinsinterne Rekordablösesumme. Die Resultate in der Premier League blieben mit dem jeweils vierten Abschlusstabellenplatz in der Spielzeiten 2012/13 und 2013/14 konstant. Der ersehnte Titelgewinn nach nun neun Jahren konnte hingegen im FA Cup bewerkstelligt werden, nachdem am 17. Mai 2014 im Finale der Außenseiter Hull City in der Verlängerung besiegt worden war. Durch den Cup-Gewinn qualifizierte sich Arsenal für den Community Shield, welchen sie am 10. August 2014 gegen den Ligagewinner Manchester City mit 3:0 gewannen. Nach einem schwachen Start beendete Arsenal die Saison 2014/15 dank einer starken Rückrunde auf dem dritten Tabellenplatz und erreichte die direkte und achtzehnte aufeinanderfolgende Champions-League-Qualifikation. Am 30. Mai 2015 folgte die erfolgreiche Titelverteidigung des englischen Pokals mit einem 4:0 gegen Aston Villa. Der FC Arsenal wurde damit kurzzeitig zum alleinigen Rekordgewinner dieser Trophäe, ehe Manchester United im Jahr darauf wieder nach Titeln gleichzog.

### Gegenwart (seit 2018)
| Saison  | Position (Liga) | Punkte und Tordifferenz |
| ------- | --------------- | ----------------------- |
| 2018/19 | 5/20 (1)        | 70/+22                  |
| 2019/20 | 8/20 (1)        | 56/+08                  |
| 2020/21 | 8/20 (1)        | 61/+16                  |
| 2021/22 | 5/20 (1)        | 69/+13                  |
| 2022/23 | 2/20 (1)        | 84/+46                  |
| 2023/24 | 2/20 (1)        | 89/+62                  |
| 2024/25 | 2/20 (1)        | 74/+35                  |

Zur Saison 2018/19 wurde der spanische Trainer Unai Emery, welcher bereits erfolgreich vier Jahre den FC Valencia, drei Jahre den FC Sevilla und zuletzt zwei Jahre lang Paris Saint-Germain trainierte als Nachfolger des nach 22 Jahren Amtszeit zurückgetretenen Arsène Wenger verpflichtet. In seiner ersten Saison erreichte er mit dem FC Arsenal den 5. Platz in der Premier League, somit wurde die Teilnahme an der UEFA Champions League erneut verpasst und man musste sich wieder mit der UEFA Europa League zufriedengeben. In der Europa League erreichte er das Finale 2018/2019, welches er gegen den Stadtrivalen FC Chelsea mit 4:1 verlor.
In Emerys zweiter Saison blieb der Verein hinter den Erwartungen zurück. In der Premier League stand man nur auf Platz 8 und hatte schon zehn Punkte Rückstand auf die Champions-League-Plätze. Durch eine 2:1-Niederlage in der UEFA Europa League gegen Eintracht Frankfurt und zuletzt schlechten Leistungen in der Premier League wurde er nach knapp eineinhalb Jahren im November 2019 wieder entlassen. Es übernahm für sechs Spiele als Interimstrainer der ehemalige Arsenal-Spieler Freddie Ljungberg. Doch auch unter dem Schweden kam der Erfolg nicht zurück und der Verein nicht in die Spur, somit wurde er nicht zur dauerhaften Lösung beim Verein.
Somit verpflichtete der FC Arsenal Ende Dezember 2019 den ehemaligen Co-Trainer von Pep Guardiola bei Manchester City, Mikel Arteta. Dieser spielte bereits als aktiver Fußballspieler für den FC Arsenal. Er wurde aber auch beim Traditionsverein FC Everton gehandelt, doch die Liverpooler entschieden sich für den ehemaligen AC-Mailand-Trainer Carlo Ancelotti (zuvor FC Bayern München und SSC Neapel).
Unter Arteta konnte man 2020 im Finale des FA Cup durch ein 2:1 gegen den Lokalrivalen FC Chelsea mit dem Gewinn des 14. Titels wieder zum alleinigen Rekordsieger aufsteigen und sich direkt für die Gruppenphase der Europa League qualifizieren. In der Liga dagegen erreichte man mit Platz 8 das schlechteste Ergebnis seit 1994/95. Dafür konnte man zum Start in die neue Saison den FC Liverpool nach einem 1:1 im Elfmeterschießen besiegen und zum 16. Mal den FA Community Shield gewinnen.
Zu Saisonbeginn 2020/21 trennte sich der Klub nach einer Analyse der jüngsten Transferpolitik, die auch zum Abschied von Talentscout Sven Mislintat Anfang 2019 geführt hatte, vom bisherigen Sportdirektor Raul Sanllehi und Arteta wurde vom Head Coach zum First Team Manager befördert – ein Titel, den zuletzt Arsène Wenger innehatte. Er kam in der Europa League bis ins Halbfinale, wo gegen den angehenden Turniersieger Villarreal Endstation war. Trotz fünf Siegen in den letzten fünf Ligaspielen verpasste Arsenal um einen Punkt erneut den Europapokal und verendete auf Platz 8.
In die Saison 2021/22 startete man mit drei Niederlagen aus den ersten drei Ligaspielen. Eine Überraschung gab es zudem, als man in der dritten Runde des FA Cups durch einen späten Treffer mit 0:1 gegen den Zweitligisten Nottingham Forest verlor. Anschließend kam man im Halbfinale des Ligapokals nicht am FC Liverpool vorbei. Das Hinspiel im Anfield endete 0:0, im Emirates Stadium verlor Arsenal jedoch das Rückspiel mit 0:2. Mit vier Punkten Vorsprung schien Arsenal den vierten Platz und damit die Champions-League-Teilnahme gefestigt zu haben. Jedoch verlor man am 36. Spieltag das North London Derby mit 0:3 und am 37. Spieltag verlor man auch gegen Newcastle United mit 0:2. Der anschließende 5:1-Erfolg gegen den FC Everton brachte die Gunners nicht mehr auf die Champions-League-Plätze zurück, weshalb man sich mit dem fünften Platz und mit der Europa League zufriedengeben musste.
Bei der Saison 2022/23 gestaltete sich der Start vielversprechend, nachdem man in der Europa League die ersten vier und in der Liga neun von zehn Begegnungen gewann. Doch bereits im ersten Ligapokal-Spiel verlor Arsenal gegen das Überraschungsteam Brighton & Hove Albion mit 1:3. Es folgte der anschließende Rauswurf im FA Cup durch den späteren Sieger Manchester City, gegen den man mit 0:1 unterlag. In der Europa League wurde Arsenal Gruppensieger, scheiterte im Achtelfinale aber nach zwei Remis im Elfmeterschießen gegen Sporting Lissabon. Im Zweikampf um die Meisterschaft kam es am 33. Spieltag zum Gipfeltreffen gegen Manchester City, bei dem die Gunners mit 1:4 deutlich unterlegen waren. Sie gaben damit einen Fünf-Punkte-Vorsprung aus der Hand und die Cityzens profitierten zudem von einem Nachholspiel. Zwei Niederlagen gegen Brighton und Nottingham besiegelten schlussendlich die Meisterschaft von Manchester City. Als Trostpreis qualifizierte sich Arsenal aber als Vizemeister erstmals nach sieben Jahren wieder für die UEFA Champions League.
Die Rache für die vergangene 1:4-Klatsche erfolgte zum Start in die Saison 2023/24. Dabei besiegte man Manchester City im Community Shield nach einem 1:1 im Elfmeterschießen und gewann diesen somit zum 17. Mal. In der Liga war Arsenal – zusammen mit dem Erzrivalen Tottenham – am längsten ungeschlagen. Die erste Niederlage gab es am 11. Spieltag durch ein 0:1 gegen Newcastle. In der Champions League erlangte man den ersten Platz in der Gruppenphase und stieg somit ins Achtelfinale auf. Dort verlor man das Hinspiel gegen den FC Porto mit 0:1, gewann im Rückspiel dafür selbst mit 1:0. Die Entscheidung fiel im Elfmeterschießen, das Arsenal mit 4:2 für sich entschied. Nach einem 2:2 im Viertelfinal-Hinspiel besiegelte der FC Bayern München mit einem 1:0 im Rückspiel das Ausscheiden der Gunners. Arsenal verlor in der Liga nur fünf Spiele und stellte mit einem Torverhältnis von 91 zu 29 die zweitbeste Offensive – nach Manchester City mit 96 Toren – und die beste Defensive der Saison. Als der Klub aus London am 33. Spieltag mit 0:2 gegen Aston Villa verlor, nutzte Manchester City das aus und besiegte Tottenham im Nachholspiel mit 2:0. Auch wenn Arsenal seine letzten fünf Ligaspiele allesamt gewinnen konnte, wurde man mit zwei Punkten Rückstand auf die Cityzens erneut nur Vizemeister. Damit war aber auch die erneute Qualifikation zur Champions League gesichert.

## Vereinswappen

Dieses Emblem verwendete der FC Arsenal zwischen 1949 und 2002.

Das erste Vereinswappen des FC Arsenal aus dem Jahr 1888

Ein Emblem, das etwa ab den 1930ern in Brusthöhe auf Trikots des FC Arsenal aufgenäht wurde

Der FC Arsenal enthüllte im Jahr 1888 sein erstes Wappen, auf dem drei nach Norden gerichtete Kanonen von oben betrachtet werden und in seiner Anordnung dem Wappen der Gebietskörperschaft Metropolitan Borough of Woolwich ähnelt. Die Kanonen werden manchmal mit Schornsteinen verwechselt, wobei der jeweils geschnitzte Löwenkopf sowie der Rückseitenknopf einer Kanone darauf hinweisen, dass es sich um Kanonen handelt. Im Jahr 1922 entwickelte der Verein sein erstes Wappen, das nur noch eine nach Osten weisende Kanone zeigte. Im Jahr 1925 wurde es durch eine Variante ersetzt, auf der die Kanone nach Westen wies. Zudem war der Kanonenlauf deutlich schmaler und auf der linken Seite erschien der Spitzname „The Gunners“. Im Jahr 1949 modernisierte der Verein dieses Wappen, behielt dabei den grundsätzlichen Kanonenstil bei, platzierte aber nun den Vereinsnamen darüber und ergänzte auf der Unterseite eine Spruchrolle mit dem neuen lateinischen Vereinsmotto „Victoria Concordia Crescit“ (sinngemäß „Erfolg entsteht aus Harmonie“, wörtlich: „Der Sieg wächst mit der Eintracht“). Unterhalb der Kanone ist das Wappen des Londoner Stadtbezirks Islington zu sehen. Erstmals entwickelte der FC Arsenal damit auch ein buntes Wappen in den Farben Rot, Grün und Goldfarben, das während seiner Verwendungszeit bis 2002 jeweils nur noch in Details verändert wurde.
Aufgrund der zahlreichen Änderungen im Wappen gelang es dem FC Arsenal lange Zeit nicht, ein Urheberrecht darauf zu errichten, obwohl der Klub versucht hatte, es als Marke schützen zu lassen und einen langen Rechtsstreit gegen einen lokalen Straßenhändler, der „inoffizielle“ Arsenal-Merchandisingartikel verkaufte, gewinnen konnte. Um einen umfangreicheren Rechtsschutz zu erlangen, führte der Verein im Jahr 2002 ein neues Wappen ein, dessen vereinfachter Stil – mit abgerundeten Rändern – für diesen Zweck geeigneter schien. Die Kanone wurde nun erneut nach Osten gerichtet und der Vereinsname in einer serifenlosen Schriftart darüber platziert. Zudem ersetzten die Designer die grüne Farbe durch ein Dunkelblau. Diese Änderungen führten zu sehr wechselhaften Reaktionen bei der Anhängerschaft des Vereins. Ein Großteil kritisierte dabei, dass die Geschichte und die Tradition des Klubs zugunsten eines radikalen modernen Designs ignoriert wurden und dass die Meinungen der Anhänger keine ausreichende Berücksichtigung fanden.

## Vereinsfarben
Die Mannschaften des FC Arsenal haben bei den Heimspielen zumeist rote Trikots mit weißen Ärmeln und ebenso weißen Hosen getragen, wobei diese Tradition aber durchaus Lücken im Laufe der Zeit aufwies. Die rote Farbe wurde bereits kurz nach der Vereinsgründung im Jahr 1886 festgelegt, quasi in Anerkennung für die Spende des ersten Trikotsatzes von Nottingham Forest. Mit Fred Beardsley und Morris Bates waren zwei der Gründungsmitglieder ehemalige Spieler dieses Vereins gewesen und später arbeitsbedingt nach Woolwich gezogen. Als sie eine Mannschaft zusammenstellten und keine Spielkleidung beschaffen konnten, erbaten die beiden schriftlich aus ihrer Heimat Hilfe und erhielten die gewünschten Trikotsätze und einen Ball. Die Farbe war zunächst Johannisbeerrot und ähnelte im Vergleich zu den heute bekannten Trikots einem burgunderfarbenen Dunkelrot. Dazu trugen die ersten Mannschaften weiße Hosen und blaue Strümpfe.
Herbert Chapman strebte im Jahr 1933 eine Modernisierung an und plädierte dabei für eine prägnantere Farbgebung. An den roten Trikots setzten sich nun die Ärmel weiß ab und das Rot ähnelte fortan mehr dem, wie es für die Briefkästen der britischen Royal Mail verwendet wurde. Der Ursprung der Idee zu den weißen Ärmeln konnte bislang nicht vollständig rekonstruiert werden, wobei zwei mögliche Inspirationen zumeist spekuliert werden. Die erste Variante erzählt von einem Tribünenzuschauer, den Chapman erblickte und der unter einem ärmellosen roten Pullover ein weißes Hemd trug. Die andere Geschichte berichtet darüber, dass Chapman von einer ähnlichen Kleidung des berühmten Karikaturisten Tom Webster inspiriert wurde, mit dem der Trainer des FC Arsenal gelegentlich Golf spielte.
Der FC Arsenal trug in der Folgezeit diese Kombination abgesehen von zwei Spielzeiten. Die erste Abweichung war in der Saison 1966/67, als die Mannschaft wieder reine rote Trikots trug, was aber von der Anhängerschaft stark kritisiert wurde und nach nur einem Jahr kehrte man im Trikotdesign zu den weißen Ärmeln zurück. Zuletzt trug der Verein in der letzten Saison im Highbury-Stadion 2005/06 komplett rote Trikots, die an das Outfit von 1913, dem ersten Jahr in dieser Spielstätte, erinnern sollten. Zur Saison 2006/07 kehrte der Klub zu seinen mittlerweile traditionellen Farben zurück.
Die Heimfarben des FC Arsenal stellten die Vorlage für zumindest zwei weitere bedeutende Vereine dar. Im Jahr 1909 übernahm der tschechische Verein Sparta Prag die dunkelrote Hemdfarbe, die Arsenal damals trug. In den 1930er Jahren schloss sich der schottische Klub Hibernian Edinburgh dem Konzept, weiße Ärmel abzusetzen, an und ergänzte dies zu den dort benutzten grünen Trikots. Beide Vereine verwenden diese Designs bis zum heutigen Tage.
Die Auswärtsfarben des Arsenal-Trikots sind traditionell Gelb und Blau, obwohl zwischen 1982 und 1984 ein grün-marineblaues Outfit gewählt wurde.
Seit Beginn der 1990er Jahre und der beginnenden Kommerzialisierung des Trikotverkaufs haben sich die Farben des Auswärtstrikots kontinuierlich geändert. Eine inoffizielle Regel besagt, dass die Trikots nach jeder Saison neu entworfen und die veralteten Spielkleidungen als Trikots „dritter Wahl“ benutzt werden. Der allgemeine Trend liegt jedoch in einem gelb-blauen oder einem mit zwei verschiedenen Blautönen versehenen Design, wobei in der Saison 2001/02 aber auch eine auffällig andere Farbgebung aus Metallicgold und Marineblau verwendet wurde.
Die Auswärtskleidung bestand zwischen 2005 und 2007 aus gelben Trikots und dunkelgrauen Shorts. Damit wurde die Eine-Saison-Regel durchbrochen, was als Ausgleich für die kurze Existenz des „Retro-Heimtrikots“ der Saison 2005/06 angesehen wurde. Zur Saison 2007/08 wich der Verein bei dem Auswärtstrikot erneut von seiner zuletzt üblichen Farborientierung ab und stellte weiße Shirts und kastanienfarbene Shorts vor.
Seit 1982 wirbt der FC Arsenal auf den Trikots mit seinem jeweils aktuellen Hauptsponsoren. Bis 1999 war dies zunächst das Unternehmen JVC. Im Anschluss folgten von 1999 bis 2002 SEGA Dreamcast und von 2002 bis 2006 O₂. Aktueller Sponsor ist seit 2006 die Fluggesellschaft Emirates; der aktuelle Vertrag läuft bis zum Ende der Saison 2018/19. Die Trikothemden werden seit 2019 von Adidas hergestellt. Zuvor hatten sich bis 1986 Umbro, bis 1994 Adidas, bis 2014 Nike und bis 2019 Puma für die Ausrüstung der Mannschaft verantwortlich gezeigt.

## Spielstätten

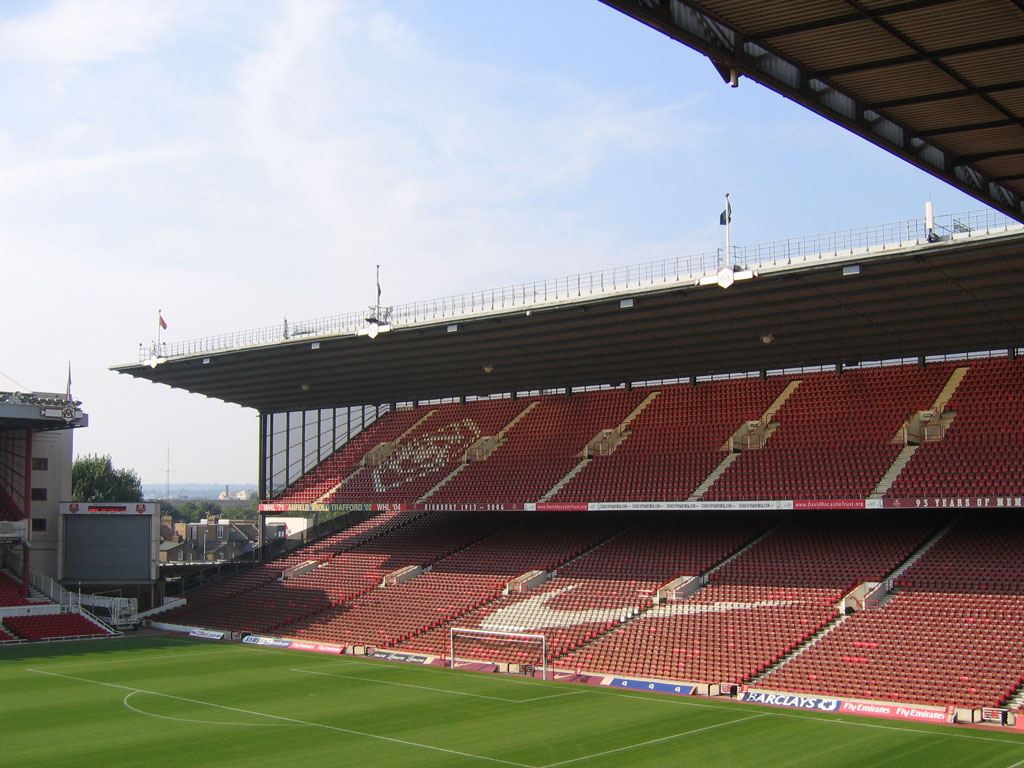
Die Nordtribüne des Highbury

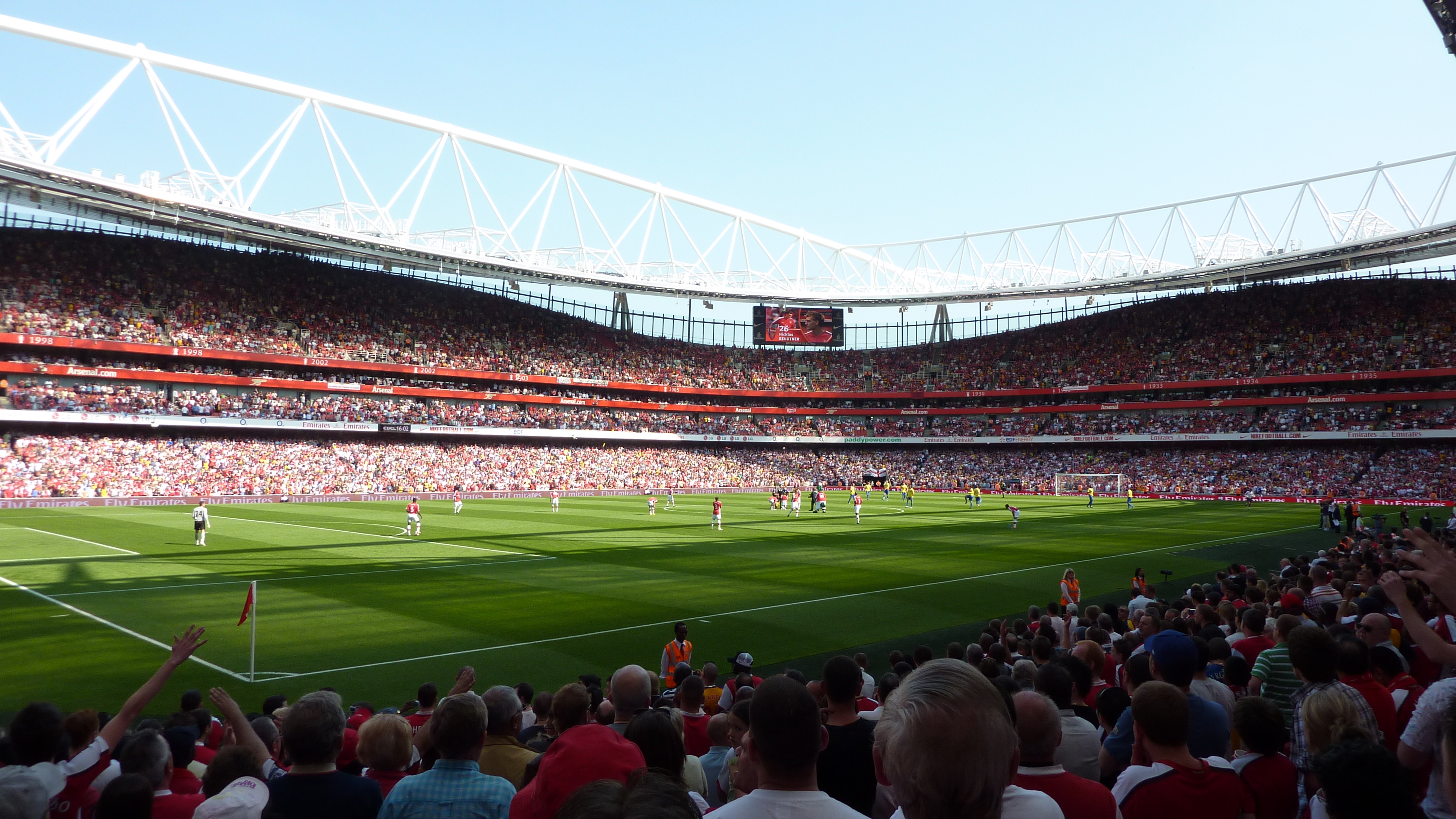
Emirates Stadium (Mai 2009)

Als der Verein noch im Südosten Londons beheimatet war, spielte der FC Arsenal – mit Ausnahme der Jahre zwischen 1890 und 1893 im benachbarten Invicta Ground – zumeist im Manor Ground in Plumstead. Obwohl der Manor Ground ursprünglich nur ein Wiesenfeld umfasste, baute der Verein diese Heimspielstätte kontinuierlich aus. Noch bevor der erste Ligafußball im September 1893 gespielt wurde, hatte der FC Arsenal dort Tribünen und Terrassen erstellt. Bis zum Umzug im Jahr 1913 in den Norden der Stadt stellte der Manor Ground die sportliche Heimat des FC Arsenal dar.
Zwischen September 1913 und Mai 2006 war das Highbury, offiziell Arsenal Stadium, die Heimspielstätte des Vereins. Das Stadion wurde von dem berühmten Architekten Archibald Leitch entworfen und zeichnete sich durch ein Design aus, das typisch für britische Spielstätten zu dieser Zeit war: eine einzige überdachte Tribüne und drei Freiluft-Terrassen. In den 1930er-Jahren fand eine komplette Renovierung des Highbury mit einer Errichtung einer neuen West- und Osttribüne im Art-Déco-Stil statt. Die beiden Nord- und Südtribünen wurden überdacht, wobei letztere ihren Namen Clock End von der großen Uhr erhielt, die dort eingebaut wurde. Das Highbury besaß dadurch eine Kapazität für über 60.000 Zuschauer, die bis zu Beginn der 1990er-Jahre auf 57.000 reduziert wurde. Die Ergebnisse des Taylor-Reports zur Sicherheit in den Stadien nach der Hillsborough-Katastrophe gaben vor, dass in allen Fußballstadien die Steh- in Sitzplätze umgewandelt werden sollten. Und so reduzierte sich das Fassungsvermögen drastisch auf 38.419 Sitzplätze zu Beginn der Saison 1993/94. Diese Kapazität musste bei Champions-League-Spielen aufgrund von Vermarktungsvorgaben für Werbeflächen weiter reduziert werden, so dass der Verein die Spielzeiten 1998/99 und 1999/2000 in diesem Wettbewerb im Wembley-Stadion bestritt, das Platz für über 70.000 Personen bot.
Ein fundamentaler Ausbau des Highbury schied als Option aus, da zum einen die Osttribüne unter Denkmalschutz gestellt worden war und drei weitere Tribünen zu nahe an Wohnbereichen grenzten, deren Eigentümer sich strikt gegen Erweiterungspläne stellten. Diese Einschränkungen verhinderten somit, dass der Verein die Zuschauereinnahmen angesichts seiner Leistungsstärke maximieren konnte und nach der Prüfung alternativer Lösungen verkündete die Klubführung im Jahr 1999, dass ein neues reines Sitzplatzstadion für 60.000 Personen in Ashburton Grove – rund 500 Meter südwestlich des Highbury – gebaut werden sollte. Das Bauprojekt verzögerte sich aufgrund bürokratischer Probleme und gestiegener Kosten, konnte aber im Juli 2006 rechtzeitig vor Beginn der Saison 2006/07 fertiggestellt werden. Das Highbury Stadium wurde teilweise abgerissen (Nord- und Südtribünen), teilweise umgebaut (Ost- und Westtribünen). Auf dem alten Spielfeld wurde ein Garten mit Urnenfeldern für Arsenalfans angelegt. Die Fluggesellschaft Emirates unterzeichnete mit dem FC Arsenal einen Sponsorenvertrag über circa 100 Millionen Pfund, wobei dieses Volumen eines der umfangreichsten in der englischen Fußballgeschichte darstellt. Ein Teil des Abkommens war dabei die Umbenennung des Ashburton-Grove-Stadions in „Emirates Stadium“ bis mindestens 2012 – der Vertrag hinsichtlich der offiziellen Stadionbezeichnung wurde 2012 bis 2028 verlängert. In der Anhängerschaft – vor allem unter den Gegnern der Stadionumbenennung – wird das neue Stadion weiterhin als „Ashburton Grove“ oder kurz „The Grove“ bezeichnet.

### Zuschauerschnitt seit der Saison 1975/76
Der höchste Zuschauerschnitt der Gunners stammt aus der Premier-League-Saison 2012/13 mit 60.079 Besuchern. Der niedrigste Schnitt wurde in der First Division 1985/86 erzielt. Nur 23.813 Fans kamen pro Spiel in das Highbury.
- 1975/76: 26.949 (First Division)
- 1976/77: 32.671 (First Division)
- 1977/78: 35.454 (First Division)
- 1978/79: 36.372 (First Division)
- 1979/80: 33.619 (First Division)
- 1980/81: 32.480 (First Division)
- 1981/82: 25.593 (First Division)
- 1982/83: 24.153 (First Division)
- 1983/84: 28.117 (First Division)
- 1984/85: 31.211 (First Division)
- 1985/86: 23.813 (First Division)
- 1986/87: 29.056 (First Division)
- 1987/88: 29.903 (First Division)
- 1988/89: 35.593 (First Division)
- 1989/90: 33.672 (First Division)
- 1990/91: 36.907 (First Division)
- 1991/92: 31.901 (First Division)
- 1992/93: 24.403 (Premier League)
- 1993/94: 30.564 (Premier League)
- 1994/95: 35.353 (Premier League)
- 1995/96: 37.568 (Premier League)
- 1996/97: 37.821 (Premier League)
- 1997/98: 38.053 (Premier League)
- 1998/99: 38.024 (Premier League)
- 1999/00: 38.033 (Premier League)
- 2000/01: 37.974 (Premier League)
- 2001/02: 38.055 (Premier League)
- 2002/03: 38.042 (Premier League)
- 2003/04: 38.079 (Premier League)
- 2004/05: 37.979 (Premier League)
- 2005/06: 38.184 (Premier League)
- 2006/07: 60.045 (Premier League)
- 2007/08: 60.070 (Premier League)
- 2008/09: 60.040 (Premier League)
- 2009/10: 59.927 (Premier League)
- 2010/11: 60.025 (Premier League)
- 2011/12: 60.000 (Premier League)
- 2012/13: 60.079 (Premier League)
- 2013/14: 59.487 (Premier League)
- 2014/15: 59.992 (Premier League)
- 2015/16: 59.944 (Premier League)
- 2016/17: 59.957 (Premier League)
- 2017/18: 59.323 (Premier League)
- 2018/19: 59.899 (Premier League)

## Anhängerschaft des Vereins

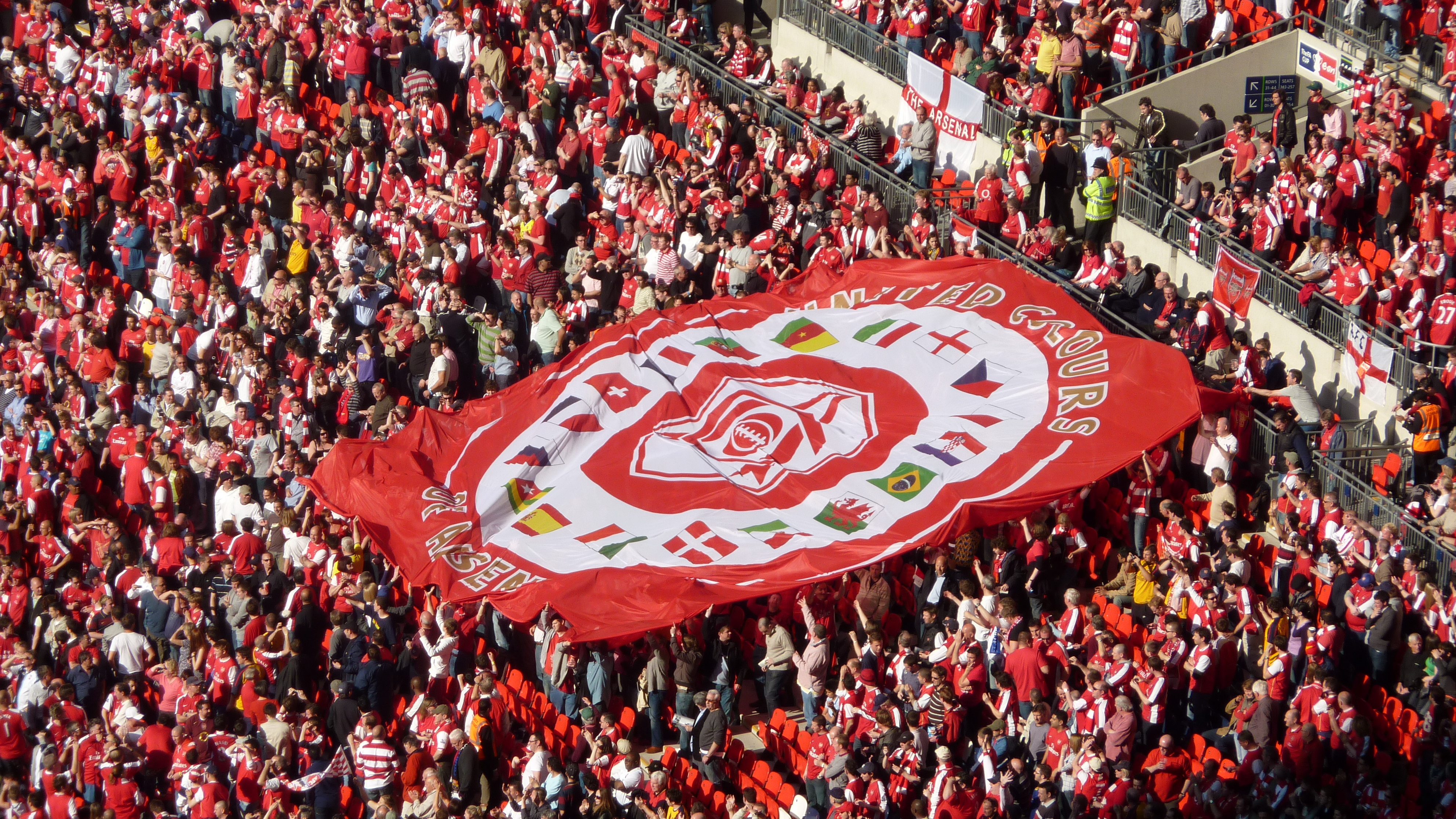
The Gooners

Der FC Arsenal verfügt über eine große und üblicherweise loyale Fanbasis, was sich vor allem darin äußert, dass in der Regel die Heimspiele ausverkauft sind. Bezogen auf die Saison 2006/07 hatte der FC Arsenal den zweithöchsten Zuschauerschnitt eines englischen Fußballvereins (60.045 Zuschauer, was einer 99,8%igen Auslastung des Emirates Stadium entsprach). Kumuliert über alle Spielzeiten in der Geschichte des englischen Fußballs erhielt der FC Arsenal den viertbesten Zuspruch, wobei berücksichtigt werden muss, dass vor allem die Vorkriegsangaben auf Schätzungen beruhen und nicht als genau angesehen werden können.
Die Arsenal-Anhänger bezeichnen sich selbst in Abwandlung zu dem Spitznamen des Vereins „The Gunners“ als „The Gooners“. Aufgrund der geografischen Lage des Klubs entstammen die Fans sowohl aus den reichen Bezirken Canonbury und Barnsbury, Regionen mit gemischter Bevölkerungsstruktur aus Islington, Holloway und Highbury, als auch aus großen Arbeitergegenden, wie Finsbury Park und Stoke Newington. Mit etwa 7,7 % verfügt der FC Arsenal gemäß einem Bericht aus dem Jahre 2002 – bezogen auf alle englischen Erstligavereine zu dieser Zeit – über den höchsten Anteil an „nicht-weißen britischen“ („not white British“) Zuschauern, was im Vergleich zu dem Gesamtanteil von nur einem Prozent bezogen auf alle Vereine eine weit überdurchschnittliche Resonanz bei ethnischen Minderheiten nachweist.
Wie viele der großen englischen Fußballvereine verfügt der FC Arsenal sowohl über eine Reihe von offiziellen Fanclubs, die mit dem Verein direkt in Verbindung stehen wie zum Beispiel der „Official Arsenal Football Supporters Club“ als auch über Anhängervereinigungen, die sich ihre völlige Eigenständigkeit beibehalten, wobei vor allem die „Arsenal Independent Supporters' Association“ zu nennen ist. Die Fanclubs veröffentlichen außerdem Zeitschriften zum Vereinsgeschehen („Fanzines“), darunter „The Gooner“, „Highbury High“, „Gunflash“ und „Up The Arse!“. Neben den üblichen englischen Fangesängen ist „One-Nil to the Arsenal“ zu der Melodie des Lieds „Go West“ und „Boring, Boring Arsenal“ bei den Arsenal-Fans häufig zu hören. Der zuletzt genannte Sprechchor wurde früher als Beleidigung von Seiten der gegnerischen Fans angesichts der häufig sehr defensiv orientierten Spielweise Arsenals ab den 1970ern bis zu Beginn der 1990er-Jahre benutzt, später jedoch ironisch von den eigenen Anhängern genau dann intoniert, wenn die Mannschaft besonders gut spielt.
In der jüngeren Vergangenheit löste sich wie auch bei anderen Klubs die regionale Verankerung der Fans zu den jeweils einheimischen Vereinen immer deutlicher, was sich darin auswirkt, dass der FC Arsenal immer größere Anhängeranteile außerhalb Londons im gesamten Rest Englands und auch weltweit dazu gewinnt. Obwohl der Verein auch zuvor schon über kleinere auswärtige Fangemeinden verfügt hatte, konnte die Fanbasis seit der Verbreitung über das Satellitenfernsehen sprunghaft erweitert werden. Zudem sind weltweit einige bedeutsame Fanclubs neu entstanden. Die ITV-Tochtergesellschaft „Granada Ventures“, die zu diesem Zeitpunkt Vereinsanteile in Höhe von 9,9 % hielt, schätzte die globale Fanbasis des FC Arsenal auf 27 Millionen, dem dritthöchsten Zuspruch eines Fußballvereins überhaupt.
Mit Tottenham Hotspur verbindet den FC Arsenal – auch aufgrund der geringsten regionalen Distanz – seine traditionsreichste und größte Rivalität. Die Spiele zwischen diesen beiden Teams werden als „North London Derby“ bezeichnet. Auch die Partien gegen andere Mannschaften aus London wie beispielsweise gegen den FC Chelsea und West Ham United werden als Derbys bezeichnet. Die Intensität ist in diesen Spielen deutlich geringer als bei Spielen zwischen Arsenal und Tottenham. Seit dem Ende der 1980er-Jahre entwickelte sich zudem auf dem Spielfeld eine große Rivalität zwischen Arsenal und Manchester United, die sich um die Jahrtausendwende noch deutlich verstärkte, da sich die beiden Vereine häufig im direkten Wettstreit um den Gewinn der englischen Meisterschaft befanden.

## Finanzsituation/Eigentümerschaft
Der US-amerikanische Unternehmer Stan Kroenke besitzt seit April 2011 die Mehrheit der Anteile am Arsenal Football Club, nachdem er sein Engagement seit Mai 2007 ausgebaut hatte. Im August 2018 erlangte Kroenke durch einen Buy-out die vollständige Eigentümerschaft. Als Muttergesellschaft von Arsenal operiert die „Arsenal Holdings Limited“ als Limited company, wobei sich die Eigentumsverhältnisse vor dem Buy-out enorm von denen anderer Fußballvereine unterschieden hatte. Arsenal hatte lediglich 62.219 Aktienanteile ausgegeben, die zudem nicht an öffentlichen Börsen, sondern unregelmäßig auf dem Spezialistenmarkt „ICAP Securities and Derivatives Exchange (ISDX)“ (vormals: „PLUS“) gehandelt worden waren. Gemäß der Bewertung vor dem letzten Handel besaß das Unternehmen im Jahr 2018 einen Börsenwert von 1,867 Milliarden britischen Pfund. Die Gruppe „Arsenal Holdings Limited“ konsolidiert 19 Einzelunternehmen, wozu beispielsweise der Fußballklub selbst („The Arsenal Football Club plc“), die Betreibergesellschaft des Stadions („Arsenal (Emirates Stadium) Limited“) und die in Auslandsfragen zuständige „Arsenal Overseas Ltd“ zählen.
Der Konzern erwirtschaftete im zum 31. Mai 2020 abgelaufenen Geschäftsjahr ein negatives Vorsteuerergebnis in Höhe von 54,0 Millionen Pfund bei einem Gesamtumsatz in Höhe von 334,5 Millionen Pfund. Das wirtschaftliche Eigenkapital lag bei 345,1 Millionen Pfund, die kurzfristigen Verbindlichkeiten bei 236,0 Millionen Pfund und die Personalaufwendungen bei 234,5 Millionen Pfund. Das Wirtschaftsmagazin Forbes taxierte den Wert des FC Arsenal im Jahr 2021 mit 2,8 Milliarden US-Dollar und stufte den Klub auf dem achten Rang der weltweit lukrativsten Fußballvereine ein. Die Wirtschaftsprüfungsgesellschaft Deloitte reihte den FC Arsenal im Jahr 2021 aufgrund der Umsatzerlöse in Höhe von 388,0 Millionen Euro in der zurückliegenden Saison 2019/20 in seiner Rangliste „Football Money League“ auf dem elften Platz ein.

## Arsenal in der Popkultur
Als eine der erfolgreichsten Fußballmannschaften Englands wurde Arsenal häufig zitiert, wenn sich das kulturelle Leben mit dem einheimischen Fußball beschäftigte. Nachdem am 22. Januar 1927 mit dem Heimspiel des FC Arsenal gegen Sheffield United erstmals ein englisches Meisterschaftsspiel live im Radio übertragen worden war, fand am 16. September 1937 zwischen Arsenal und seiner Reservemannschaft das erste direkt im Fernsehen übertragene Spiel statt. Auch in der ersten Ausgabe der BBC-Sendung Match of the Day war Arsenals Partie am 22. August 1964 beim FC Liverpool in Anfield als Zusammenfassung zu sehen.
Der Film The Arsenal Stadium Mystery aus dem Jahre 1939 gilt zudem als einer der ersten seiner Art, die sich mit dem Thema Fußball auseinandersetzten. Dieser Film handelt von einem Freundschaftsspiel Arsenals gegen eine Amateurmannschaft, von der ein Spieler während der Partie vergiftet wird. Viele Arsenal-Akteure spielen sich selbst, nur George Allison besaß eine Sprechrolle.
In der jüngeren Vergangenheit gelangte vor allem der von Nick Hornby verfasste Bestseller Fever Pitch zu weltweiter Bekanntheit, in dem der Autor autobiografisch seine Beziehung zum Fußball und speziell zu Arsenal beschreibt. Das 1992 veröffentlichte literarische Werk war, nach der weitreichenden Ächtung durch weite Teile der Öffentlichkeit in den 1980er-Jahren aufgrund von Ereignissen wie der Katastrophe von Heysel, mitverantwortlich für die Rehabilitierung und Etablierung des Fußballs innerhalb der britischen Gesellschaft in den 1990ern. Das Buch wurde 1997 mit Colin Firth in der Hauptrolle verfilmt, wobei sich die Darstellung vorrangig auf den Gewinn der Meisterschaft in der Saison 1988/89 konzentrierte. Darüber hinaus inspirierte das Buch den US-amerikanischen Film „Ein Mann für eine Saison“ aus dem Jahre 2005, die sich mit dem Leben eines Anhängers des Major-League-Baseball-Teams Boston Red Sox beschäftigte.
Besonders in den 1970ern bis zum Beginn der 1990er-Jahre war der FC Arsenal im komödiantischen Bereich aufgrund der defensiven und als „langweilig“ empfundenen Spielweise Ziel von Spott. Besonders trat dabei der Komiker Eric Morecambe hervor. Sogar noch im Jahr 1997 verwies eine Szene im Film Ganz oder gar nicht auf eine Abwehrformation des FC Arsenal, als sich die Hauptcharaktere auf einer Linie bewegten, gemeinsam die Hand hoben und so das erfolgreiche Ergebnis ihrer Abseitsfalle reklamierten. Ein weiterer Bezug auf die Arsenal-Defensive nimmt der Film Plunkett & Macleane – Gegen Tod und Teufel, wo zwei Charaktere nach den langjährigen Außenverteidigern Lee Dixon und Nigel Winterburn benannt sind.
Zusätzlich war der Verein Gegenstand von vielen Sketchen in „Monty Python’s Flying Circus“. In dem Buch Per Anhalter durch die Galaxis von Douglas Adams bemerkte der Barmann angesichts des drohenden Weltuntergangs „Glück für Arsenal, wenn’s stimmt.“ Im Jahr 2004 trugen die Hauptcharaktere in der Gangsterkomödie Ocean’s 12 Sportanzüge der Gunners, um so während eines Diebstahls in Europa aus einem Hotel zu entkommen.
Auch in der Popmusik war der FC Arsenal häufig vertreten. Joe Strummer schrieb beispielsweise in einer Widmung an den damaligen Mannschaftskapitän das Lied Tony Adams, das Teil seines 1999 veröffentlichten Albums „Rock Art and the X-Ray Style“ war. Strummer war zudem dafür bekannt, dass er einen Arsenal-Fanschal während seiner Auftritte trug – obwohl er Anhänger des FC Chelsea war. Gemeinsam mit Tottenham Hotspur wurde der FC Arsenal außerdem in dem Song Billy’s Bones von The Pogues aus dem zweiten Album Rum, Sodomy & the Lash erwähnt. Der Verein selbst war mehrfach zumindest in der britischen Hitparade vertreten. Es hat in Großbritannien eine gewisse Tradition, dass gerade auch die berühmten Vereine zeitweilig eine Schallplatte veröffentlichen. 1971 erreichte Good Old Arsenal Platz 16 der Charts, im Mai 1993 kam Shouting for the Gunners auf Platz 34. 1998 wurde der größte musikalische Erfolg gefeiert: Die Coverversion Hot Stuff, original von Donna Summer, gelangte mit verändertem Text unter die Top 10, auf Platz 9.

## Titel/Erfolge

### National
Englische Meisterschaft: 13
- 1931, 1933, 1934, 1935, 1938, 1948, 1953, 1971, 1989, 1991, 1998, 2002, 2004

Englischer Pokal (FA Cup): 14 (Rekord)
- 1930, 1936, 1950, 1971, 1979, 1993, 1998, 2002, 2003, 2005, 2014, 2015, 2017, 2020

Englischer Ligapokal (League Cup): 2
- 1987, 1993

Englischer Supercup (Charity Shield/Community Shield): 17
- 1930, 1931, 1933, 1934, 1938, 1948, 1953, 1991 (geteilt), 1998, 1999, 2002, 2004, 2014, 2015, 2017, 2020, 2023

### International
Messepokal:
- Sieger (1): 1970

Europapokal der Pokalsieger:
- Sieger (1): 1994
- Finalist (2): 1980, 1995

UEFA Champions League:
- Finalist (1): 2006

UEFA Europa League:
- Finalist (2): 2000, 2019

UEFA Super Cup:
- Finalist (1): 1994

## Spieler

### Aktueller Kader 2025/26
Stand: 26. Juli 2025
| Nr.        | Nat.        | Name                  | Geburtstag      | im Verein seit |
| Tor        | Tor         | Tor                   | Tor             | Tor            |
| ---------- | ----------- | --------------------- | --------------- | -------------- |
| 1          | Spanien     | David Raya            | 15. Sep. 1995   | 2023           |
| 13         | Spanien     | Kepa Arrizabalaga     | 3. Oktober 1994 | 2025           |
| Abwehr     |             |                       |                 |                |
| 02         | Frankreich  | William Saliba        | 24. März 2001   | 2019           |
| 03         | Spanien     | Cristhian Mosquera    | 27. Juni 2004   | 2025           |
| 04         | England     | Ben White             | 8. Okt. 1997    | 2021           |
| 06         | Brasilien   | Gabriel               | 19. Dez. 1997   | 2020           |
| 12         | Niederlande | Jurriën Timber        | 17. Juni 2001   | 2023           |
| 15         | Polen       | Jakub Kiwior          | 15. Feb. 2000   | 2023           |
| 17         | Ukraine     | Oleksandr Sintschenko | 15. Dez. 1996   | 2022           |
| 33         | Italien     | Riccardo Calafiori    | 19. Mai 2002    | 2024           |
| 49         | England     | Myles Lewis-Skelly    | 26. Sep. 2006   | 2024           |
| Mittelfeld |             |                       |                 |                |
| 08         | Norwegen    | Martin Ødegaard       | 17. Dez. 1998   | 2021           |
| 16         | Danemark    | Christian Nørgaard    | 10. März 1994   | 2025           |
| 22         | England     | Ethan Nwaneri         | 21. März 2007   | 2024           |
| 23         | Spanien     | Mikel Merino          | 22. Juni 1996   | 2024           |
| 36         | Spanien     | Martín Zubimendi      | 2. Februar 1999 | 2025           |
| 41         | England     | Declan Rice           | 14. Jan. 1999   | 2023           |
| Sturm      |             |                       |                 |                |
| 07         | England     | Bukayo Saka           | 5. Sep. 2001    | 2008           |
| 09         | Brasilien   | Gabriel Jesus         | 3. April 1997   | 2022           |
| 11         | Brasilien   | Gabriel Martinelli    | 18. Juni 2001   | 2019           |
| 14         | Schweden    | Viktor Gyökeres       | 4. Juni 1998    | 2025           |
| 19         | Belgien     | Leandro Trossard      | 4. Dez. 1994    | 2023           |
| 20         | England     | Noni Madueke          | 10. März 2002   | 2025           |
| 29         | Deutschland | Kai Havertz           | 11. Juni 1999   | 2023           |

### Ehemalige Spieler
Die folgende Aufstellung zeigt jeweils die 20 Spieler mit den meisten Pflichtspieleinsätzen und -toren in der Geschichte des FC Arsenal.
| Einsätze | Einsätze         | Einsätze  | Einsätze |
| -------- | ---------------- | --------- | -------- |
| 1        | David O’Leary    | 1975–1993 | 722      |
| 2        | Tony Adams       | 1983–2002 | 669      |
| 3        | George Armstrong | 1961–1977 | 621      |
| 4        | Lee Dixon        | 1988–2002 | 619      |
| 5        | Nigel Winterburn | 1987–2000 | 584      |
| 6        | David Seaman     | 1990–2003 | 564      |
| 7        | Pat Rice         | 1964–1980 | 528      |
| 8        | Peter Storey     | 1965–1977 | 501      |
| 9        | John Radford     | 1964–1976 | 481      |
| 10       | Peter Simpson    | 1964–1978 | 477      |
| 11       | Bob John         | 1922–1937 | 470      |
| 12       | Ray Parlour      | 1992–2004 | 466      |
| 13       | Graham Rix       | 1978–1988 | 464      |
| 14       | Martin Keown     | 1984–2004 | 449      |
| 15       | Paul Davis       | 1978–1995 | 447      |
| 16       | Eddie Hapgood    | 1927–1944 | 440      |
| 17       | Paul Merson      | 1985–1997 | 425      |
| 18       | Dennis Bergkamp  | 1995–2006 | 423      |
| 19       | Patrick Vieira   | 1996–2005 | 406      |
| 20       | Frank McLintock  | 1964–1973 | 403      |

| Tore | Tore             | Tore            | Tore |
| ---- | ---------------- | --------------- | ---- |
| 1    | Thierry Henry    | 1999–2007, 2012 | 228  |
| 2    | Ian Wright       | 1991–1998       | 185  |
| 3    | Cliff Bastin     | 1929–1947       | 178  |
| 4    | John Radford     | 1964–1976       | 149  |
| 5    | Jimmy Brain      | 1923–1931       | 139  |
| 5    | Ted Drake        | 1934–1945       | 139  |
| 7    | Doug Lishman     | 1948–1956       | 137  |
| 8    | Joe Hulme        | 1926–1938       | 125  |
| 9    | David Jack       | 1928–1934       | 124  |
| 10   | Dennis Bergkamp  | 1995–2006       | 121  |
| 11   | Reg Lewis        | 1935–1953       | 118  |
| 12   | Robin van Persie | 2004–2012       | 116  |
| 13   | Alan Smith       | 1987–1995       | 115  |
| 14   | Jack Lambert     | 1926–1933       | 109  |
| 15   | Frank Stapleton  | 1974–1981       | 108  |
| 16   | David Herd       | 1954–1961       | 107  |
| 17   | Joe Baker        | 1962–1966       | 100  |
| 18   | Paul Merson      | 1985–1997       | 99   |
| 19   | Don Roper        | 1947–1957       | 95   |
| 20   | Alan Sunderland  | 1977–1984       | 92   |

## Trainerchronik

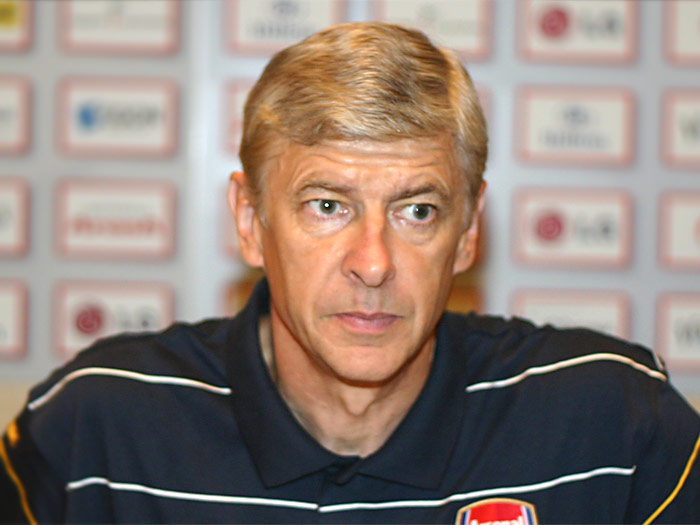
Arsène Wenger trat am Ende der Saison 2017/18 nach 22 Jahren als Arsenal-Trainer zurück; unter ihm holte die Mannschaft 17 Titel

Stand: Ende der Saison 2013/14. Nur offizielle Spiele wurden berücksichtigt.
(P,S,U,N=Anzahl Spiele/Siege/Unentschieden/Niederlagen; T+/T-=Anzahl Treffer/Gegentreffer)
| Name              | Nation    | Von                | Bis                | Statistik | Statistik | Statistik | Statistik | Statistik | Statistik |
| Name              | Nation    | Von                | Bis                | P         | S         | U         | N         | T+        | T-        |
| ----------------- | --------- | ------------------ | ------------------ | --------- | --------- | --------- | --------- | --------- | --------- |
| Thomas Mitchell   | Schotte   | August 1897        | März 1898          | 26        | 14        | 4         | 8         | 66        | 46        |
| William Elcoat    | Engländer | April 1898         | Februar 1899       | 43        | 23        | 6         | 14        | 92        | 55        |
| Harry Bradshaw    | Engländer | August 1899        | Mai 1904           | 189       | 96        | 39        | 54        | 329       | 173       |
| Phil Kelso        | Schotte   | Juli 1904          | Februar 1908       | 151       | 63        | 31        | 57        | 225       | 228       |
| George Morrell    | Schotte   | Februar 1908       | Mai 1915           | 294       | 104       | 73        | 117       | 365       | 412       |
| Leslie Knighton   | Engländer | Mai 1919           | Juni 1925          | 267       | 92        | 62        | 114       | 330       | 380       |
| Herbert Chapman   | Engländer | Juni 1925          | 6. Januar 1934     | 403       | 201       | 97        | 105       | 864       | 598       |
| Joe Shaw          | Engländer | 6. Januar 1934     | Juni 1934          | 23        | 14        | 3         | 6         | 44        | 29        |
| George Allison    | Engländer | Juni 1934          | Juni 1947          | 283       | 131       | 75        | 77        | 543       | 333       |
| Tom Whittaker     | Engländer | Juni 1947          | 24. Oktober 1956   | 428       | 202       | 106       | 120       | 797       | 566       |
| Jack Crayston     | Engländer | 24. Oktober 1956   | Mai 1958           | 77        | 33        | 16        | 28        | 142       | 142       |
| George Swindin    | Engländer | 21. Juni 1958      | Mai 1962           | 179       | 70        | 43        | 66        | 320       | 320       |
| Billy Wright      | Engländer | Mai 1962           | Juni 1966          | 182       | 70        | 43        | 69        | 336       | 330       |
| Bertie Mee        | Engländer | Juni 1966          | 4. Mai 1976        | 539       | 241       | 148       | 150       | 739       | 542       |
| Terry Neill       | Nordire   | 9. Juli 1976       | 16. Dezember 1983  | 414       | 187       | 117       | 112       | 601       | 446       |
| Don Howe          | Engländer | 16. Dezember 1983  | 22. März 1986      | 116       | 56        | 32        | 31        | 187       | 142       |
| Steve Burtenshaw  | Engländer | 23. März 1986      | 14. Mai 1986       | 11        | 3         | 2         | 6         | 7         | 15        |
| George Graham     | Schotte   | 14. Mai 1986       | 21. Februar 1995   | 460       | 225       | 133       | 102       | 711       | 403       |
| Stewart Houston   | Schotte   | 21. Februar 1995   | 15. Juni 1995      | 19        | 7         | 3         | 9         | 29        | 25        |
| Bruce Rioch       | Schotte   | 15. Juni 1995      | 12. August 1996    | 47        | 22        | 15        | 10        | 67        | 37        |
| Stewart Houston   | Schotte   | 12. August 1996    | 15. September 1996 | 6         | 2         | 2         | 2         | 11        | 10        |
| Pat Rice          | Nordire   | 16. September 1996 | 30. September 1996 | 4         | 3         | 0         | 1         | 10        | 4         |
| Arsène Wenger     | Franzose  | 1. Oktober 1996    | 30. Juni 2018      | 1009      | 577       | 238       | 194       | 1864      | 977       |
| Unai Emery        | Spanier   | 1. Juli 2018       | 28. November 2019  | 78        | 43        | 15        | 20        | 158       | 105       |
| Freddie Ljungberg | Schwede   | 29. November 2019  | 21. Dezember 2019  | 6         | 1         | 3         | 2         | 8         | 10        |
| Mikel Arteta      | Spanier   | 22. Dezember 2019  |                    | 131       | 71        | 22        | 38        | 226       | 144       |

## „Arsenal Reserves“, „Arsenal Academy“ und „Scouting“
Die „Arsenal Reserves“ stellen die offizielle zweite Mannschaft des FC Arsenal dar. Sie spielen seit der Gründung der „Premier Reserve League“ im Jahr 1999 in der dazugehörenden Südabteilung („Southern Division“) und absolvieren dabei ihre Heimspiele im Underhill Stadium, das gleichzeitig die sportliche Heimat des FC Barnet ist. Üblicherweise besteht die Reservemannschaft des FC Arsenal aus jungen Nachwuchsspielern der eigenen Akademie, die das 21. Lebensjahr noch nicht überschritten haben. Häufig wird dieses Team jedoch auch von etablierten Spieler aus der ersten Mannschaft vor allem dann genutzt, wenn sich diese beispielsweise nach einer Verletzungspause Spielpraxis besorgen wollen.
Momentan wird das Reserveteam von Neil Banfield trainiert, dem zusätzlich Mike Salmon als Assistent zur Seite steht. Für die grundsätzliche Entwicklung der zweiten Mannschaft zeichnet mit Liam Brady der Leiter der Jugendakademie „Arsenal Academy“ verantwortlich (sein Assistent ist wiederum David Court).
Schon seit den frühesten Tagen als „Royal Arsenal“ in Plumstead verfügte der Klub über eine Reservemannschaft, die im Jahr 1890 mit dem „Kent Junior Cup“ ihren ersten Titel holte. Als „Woolwich Arsenal“ – wie der Verein ab 1891 hieß – schloss man sich in der Saison 1895/95 der „Kent League“ an, gewann 1897 die Meisterschaft und verließ 1900 – oder kurze Zeit später – diese Liga wieder. Nach dem Ende des Ersten Weltkrieges wurde das Arsenal-Reserveteam Teil der „London Combination“ (später: „Football Combination“) und war dort lange Jahre bis 1999 aktiv. Insgesamt konnte die Mannschaft 18 Meisterschaften gewinnen und fügte dem drei Pokalsiege im „Combination Cup“ hinzu. Danach war der Verein Mitbegründer der FA Premier Reserve League und spielt dort bis zum heutigen Tage. Nennenswerte Erfolge sind dort bislang ausgeblieben – abgesehen von dem Gewinn der Vizemeisterschaft am Ende der Saison 2001/02.
Die „Arsenal Academy“ besitzt seit 1998 den offiziellen Status einer Fußballakademie und beherbergt Jugendliche im Alter zwischen neun und 21 Jahren. Dabei werden normalerweise Jahrgangsauswahlen in den Jugendmannschaften von der U-9 bis hinauf zur U-16 gebildet, die momentan unter der gemeinsamen Kontrolle von Roy Massey stehen und im „Hale End Training Centre“ ansässig sind. Die früheren U-17- und U-19-Teams und die dazugehörenden Meisterschaftsrunden wurden nach Ablauf der Saison 2003/04 von der FA abgeschafft und stattdessen eine U-18-Liga eingerichtet, in der seitdem die Akademiemannschaften der einzelnen Vereine gegeneinander antreten. Gewöhnlicherweise trainiert die von Steve Bould betreute U-18-Auswahl des FC Arsenal an der gleichen Stelle wie das Profiteam.
Der wohl prominenteste Emporkömmling aus der Akademiearbeit ist Ashley Cole, der auf der linken Verteidigerposition Stammspieler in der ersten Mannschaft, zum Nationalspieler Englands wurde und heute für den AS Rom spielt. Mit dem dänischen Stürmer Nicklas Bendtner, der als 16-Jähriger der Arsenal Academy beigetreten war, brachte der Verein einen weiteren Spieler bis in die A-Nationalmannschaft seines Landes hervor. Zusätzlich befinden sich unter den Absolventen die (ehemaligen) englischen U-21-Nationalspieler Stuart Taylor, Jermaine Pennant, David Bentley, Steve Sidwell und Justin Hoyte. Zudem entstammt mit Jérémie Aliadière ein vormaliger französischer U-21-Auswahlspieler der Arsenal-Nachwuchsarbeit.
Im Bereich Scouting verfügt der FC Arsenal über eine weltweit operierende Struktur zur Sichtung von Spielern. Diese Abteilung wurde von 1996 bis 2017 von Steve Rowley († 63, 2022) geleitet, der seit 1980 im Verein aktiv war und vorher in einer Assistentenfunktion für die Sichtung von Jugendspielern zuständig gewesen war. Später fertigte er Expertisen zu kommenden Gegnern der Profimannschaft an. Im Jahr 1996 beförderte ihn Arsène Wenger zum „Chef-Scout“. Rowley stand vor allem einem Netz von 16 inländischen „Scouts“ vor, die ihm regelmäßig Berichte über erfolgreiche Sichtungen anfertigten.
Erfolge
(Es wurden nur die Titel der Reservemannschaft aufgezählt.)
- Meister in der „Football Combination“ (früher: „London Combination“): 18 (1923, 1927, 1928, 1929, 1930, 1931, 1934, 1935, 1937, 1938, 1939, 1947, 1951, 1963, 1969, 1970, 1984, 1990)
- Gewinner im „Football Combination Cup“: 3 (1953, 1968, 1970)
- Gewinner im „London FA Challenge Cup“: 7 (1934, 1936, 1954, 1955, 1958, 1963, 1970)
- Meister in der „Kent League“: 1 (1897)
- Meister in der „West Kent League“: 3 (1901, 1902, 1903)
- Meister in der „London League First Division“: 3 (1902, 1904, 1907)
- Gewinner im „Kent Junior Cup“: 1 (1890)

## Arsenal Women FC
1987 wurde der Arsenal Women Football Club (Arsenal Women FC oder kurz Arsenal WFC, bis Juli 2017: Arsenal Ladies Football Club bzw. Arsenal LFC) gegründet. Gründer des Vereins war Vic Akers. Sie sind der erfolgreichste Frauenfußballverein in England. Die Spielstätte der Arsenal WFC ist der Meadow Park in Borehamwood, Hertfordshire.

### Erfolge

#### International
- UEFA-Women’s-Cup-Sieger: 2007
- UEFA-Women’s-Champions-League-Sieger: 2024/25

#### National
- FA WSL: 3

2011, 2012, 2018/19
- FA Women’s Premier League National Division: 12

1992/93, 1994/95, 1996/97, 2000/01, 2001/02, 2003/04, 2004/05, 2005/06, 2006/07, 2007/08, 2008/09, 2009/10
- FA Women’s Cup: 14

1992/93, 1994/95, 1997/98, 1998/99, 2000/01, 2003/04, 2005/06, 2006/07, 2007/08, 2008/09, 2010/11, 2012/13, 2013/14, 2015/16
- FA WSL Continental Cup: 5

2011, 2012, 2013, 2015, 2018
- FA Women’s Premier League Cup: 10

1991/92, 1992/93, 1993/94, 1997/98, 1998/99, 1999/2000, 2000/01, 2004/05, 2006/07, 2008/09
- FA Women’s Community Shield: 5

2000, 2001, 2005, 2006, 2007, 2008
- London County FA Women’s Cup: 10

1994/95, 1995/96, 1996/97, 1999/2000, 2003/04, 2006/07, 2007/08, 2008/09, 2009/10, 2010/11
- FA Women’s Premier League Southern Division: 1

1991/92
- Highfield Cup: 1

1990/91
- Reebok Cup: 2

1991/92, 1995/96
- AXA Challenge Cup: 1

1998/99

## Statistiken und Rekorde
- Vereinsrekorde
  - Siege
    - Die meisten Meisterschaftssiege in einer Saison – 29 in 42 Spielen, First Division, Saison 1970/71
    - Die wenigsten Meisterschaftssiege in einer Saison – 3 in 38 Spielen, First Division, Saison 1912/13

  - Niederlagen
    - Die meisten Meisterschaftsniederlagen in einer Saison – 23 in 38 Spielen, First Division, Saison 1912/13
    - Die wenigsten Meisterschaftsniederlagen in einer Saison – 0 in 38 Spielen, Premier League, Saison 2003/04

  - Tore
    - Die meisten in einer Saison erzielten Meisterschaftstore – 127 in 42 Spielen, First Division, Saison 1930/31
    - Die wenigsten in einer Saison erzielten Meisterschaftstore – 26 in 38 Spielen, First Division, Saison 1912/13
    - Die meisten in einer Saison kassierten Meisterschaftstore – 86 in 42 Spielen, First Division, Saison 1926/27, 1927/28
    - Die wenigsten in einer Saison kassierten Meisterschaftstore – 17 in 38 Spielen, Premier League, Saison 1998/99

  - Punkte
    - Die meisten in einer Saison erzielten Meisterschaftspunkte (2-Punkte-Regelung) – 66 in 42 Spielen, First Division, Saison 1930/31
    - Die meisten in einer Saison erzielten Meisterschaftspunkte (3-Punkte-Regelung) – 90 in 38 Spielen, Premier League, Saison 2003/04
    - Die wenigsten in einer Saison erzielten Meisterschaftspunkte (2-Punkte-Regelung) – 18 in 38 Spielen, First Division, Saison 1912/13
    - Die wenigsten in einer Saison erzielten Meisterschaftspunkte (3-Punkte-Regelung) – 51 in 42 Spielen, Premier League, Saison 1994/95

  - Spiele
    - Debüts
      - Erstes Spiel – Freundschaftsspiel gegen die Eastern Wanderers, 11. Dezember 1886 (6:0)
      - Erstes FA-PokalSpiel – erste Qualifikationsrunde gegen den FC Lyndhurst, 5. Oktober 1889 (11:0)
      - Erstes FA-Pokal-Hauptrundenspiel – Erstrundenspiel gegen Derby County, 17. Januar 1891 (1:2)
      - Erstes Meisterschaftsspiel – gegen Newcastle United in der Second Division, 2. September 1893 (2:2)
      - Erstes Erstligaspiel – gegen Newcastle United, 3. September 1904 (0:3)
      - Erstes Spiel in Highbury – gegen Leicester Fosse in der Second Division, 16. September 1913 (2:1)
      - Erstes Europapokalspiel – gegen Stævnet (Kopenhagen XI) im Messepokal, 25. September 1963 (7:1)
      - Erstes Ligapokalspiel – gegen den FC Gillingham, 13. September 1966 (1:1)
      - Erstes Spiel im Emirates Stadium – Freundschaftsspiel gegen Ajax Amsterdam, 22. Juli 2006 (2:1)

    - Rekordsiege
      - Höchster Meisterschaftssieg – 12:0 (im Heimspiel gegen Loughborough Town in der Second Division, 12. März 1900)
      - Höchster Sieg im FA Cup – 12:0 (im Heimspiel gegen Ashford United, 14. Oktober 1893)[63]
      - Höchster Erstligasieg – 9:1 (im Heimspiel gegen Grimsby Town, 28. Januar 1931)
      - Höchster Premier-League-Sieg – 7:0 (in den Heimspielen gegen den FC Everton, 11. Mai 2005 und gegen den FC Middlesbrough, 14. Januar 2006)
      - Höchster Ligapokalsieg – 7:0 (im Heimspiel gegen Leeds United, 4. September 1979)
      - Höchster Auswärtssieg und Höchster Sieg in einem Europapokal-Auswärtsspiel – 7:0 (gegen Standard Lüttich im Europapokal der Pokalsieger, 3. November 1993)
      - Höchster Sieg im Highbury – 11:1 (gegen den FC Darwen im FA Cup, 9. Januar 1932)
      - Höchster Sieg im Emirates Stadium – 7:0 (gegen Slavia Prag in der Champions League, 23. Oktober 2007)
      - Höchster Sieg in einem Europapokalspiel – 7:0 (auswärts bei Standard Lüttich im Europapokal der Pokalsieger am 3. November 1993 und im Heimspiel gegen Slavia Prag in der Champions League am 23. Oktober 2007)

    - Rekordniederlagen
      - Höchste Meisterschaftsniederlage – 0:8 (im Auswärtsspiel gegen Loughborough Town in der Second Division, 12. Dezember 1896)[64][65]
      - Höchste Heimniederlage – 0:6 (gegen Derby County im FA Cup, 28. Januar 1899)
      - Höchste Niederlage im FA Cup – 0:6 (im Heimspiel gegen Derby County im FA Cup, 28. Januar 1899 und im Auswärtsspiel gegen West Ham United, 5. Januar 1946)
      - Höchste Erstliganiederlage – 0:7, jeweils in Auswärtsspielen (gegen die Blackburn Rovers am 2. Oktober 1909, West Bromwich Albion am 14. Oktober 1922, Newcastle United am 3. Oktober 1925 und gegen West Ham United am 7. März 1927)
      - Höchste Premier-League-Niederlage – 2:8 (im Auswärtsspiel gegen Manchester United, 28. August 2011)
      - Höchste Ligapokalniederlage – 0:5 (im Heimspiel gegen den FC Chelsea, 11. November 1999)
      - Höchste Europapokalniederlage – 1:5 (im Auswärtsspiel gegen den FC Bayern München in der Champions League, 4. November 2015)
      - Höchste Heimniederlage im Highbury – 0:5, (gegen Huddersfield Town in der First Division, 14. Februar 1925 und den FC Chelsea im Ligapokal, 11. November 1999)
      - Höchste Heimniederlage im Emirates Stadium – 1:5 (gegen den FC Bayern München in der Champions League, 7. März 2017)

    - Remis-Rekorde
      - Das torreichste Unentschieden – 6:6 (im Auswärtsspiel gegen Leicester City in der First Division, 21. April 1930)

    - Serien
      - Siege
        - Serie gewonnener Spiele (alle Wettbewerbe) – 14 (12. September 1987 bis 11. November 1987)
        - Serie gewonnener Spiele (nur Meisterschaft) – 14 (10. Februar 2002 bis 18. August 2002)

      - Remis
        - Längste Remis-Serie (sowohl in allen Wettbewerben als auch nur auf die Meisterschaft bezogen) – 6 (3. März 1961 bis 1. April 1961)

      - Niederlagen
        - Serie verlorener Spiele (alle Wettbewerbe) – 8 (12. Februar 1977 bis 12. März 1977)
        - Serie verlorener Spiele (nur Meisterschaft) – 7 (12. Februar 1977 bis 12. März 1977)

      - Spiele ohne Niederlage
        - Serie ungeschlagener Spiele (alle Wettbewerbe) – 28 (9. April 2007 bis 24. November 2007)
        - Serie ungeschlagener Spiele (nur Meisterschaft) – 49 (7. Mai 2003 bis 16. Oktober 2004)

    - Zuschauerrekorde
      - Höchste Zuschauerzahl bei einem Heimspiel – 73.707 (gegen den RC Lens in der Champions League, 25. November, 1998 im Wembley-Stadion, wo Arsenal zwischen 1998 und 1999 seine Champions-League-Heimspiele austrug).
      - Höchste Zuschauerzahl im Highbury – 73.295 (gegen den FC Sunderland in der First Division, 9. März 1935)
      - Höchste Zuschauerzahl im Emirates Stadium – 60.161 (gegen Manchester United in der Premier League, 3. November 2007)
- Spielerrekorde
  - Individuelle Vereinsrekorde
    - Spieler mit den meisten Pflichtspieleinsätzen – 722, David O’Leary zwischen 1975 und 1993
    - Jüngster eingesetzter Spieler – Cesc Fàbregas, 16 Jahre, 177 Tage (gegen Rotherham United, Englischer Ligapokal, 28. Oktober 2003)
    - Ältester eingesetzter Spieler – Jock Rutherford, 41 Jahre, 159 Tage (gegen Manchester City, First Division, 20. März 1926)
    - Rekordeinsätze ohne Unterbrechung – Tom Parker, 172 (3. April 1926 bis 26. Dezember 1929)
    - Die meisten Pflichtspieltore – 229, Thierry Henry zwischen 1999 und 2007 sowie 2012
    - Die meisten Tore in einer Saison – 44, Ted Drake (1934/35)
    - Die meisten Meisterschaftstore in einer Saison – 42, Ted Drake, (1934/35)
    - Die meisten Tore in einem Spiel – 7, Ted Drake (gegen Aston Villa, First Division, 14. Dezember 1935)
    - Die meisten Tore in einem Heimspiel – 5, Jack Lambert (gegen Sheffield United, First Division, 24. Dezember 1932)
    - Das schnellste Tor – 13 Sekunden, Alan Sunderland (gegen den FC Liverpool im FA Cup, 28. April 1980)

  - Länderspiele
    - Erster Nationalspieler – Caesar Jenkyns (für Wales gegen Schottland, 21. März, 1896)
    - Erster englischer Nationalspieler – Jimmy Ashcroft (gegen Irland, 17. Februar 1906)
    - Rekordnationalspieler – Patrick Vieira, 79 Einsätze für Frankreich (während seiner Zeit beim FC Arsenal)
    - Rekordnationalspieler für England – Kenny Sansom, 77 Einsätze (während seiner Zeit beim FC Arsenal)
    - Erster Teilnehmer an einer Fußballweltmeisterschaft – Dave Bowen und Jack Kelsey (für Wales gegen Ungarn, 8. Juni 1958)
    - Erster Teilnehmer für England an einer Fußballweltmeisterschaft – Graham Rix und Kenny Sansom (gegen Frankreich, 16. Juni 1982)[66]
    - Erster Teilnehmer an einem Weltmeisterschaftsendspiel – Emmanuel Petit und Patrick Vieira (als Einwechselspieler) (für Frankreich gegen Brasilien, 12. Juli 1998)